# Zora Neale Hurston
Zora Neale Hurston, née le 7 janvier 1891 à Notasulga dans l'État d'Alabama, et morte le 28 janvier 1960 à Fort Pierce dans l'État de Floride, est une romancière, nouvelliste, essayiste, dramaturge, anthropologue, folkloriste et journaliste américaine.
Elle est une des figures majeures du mouvement culturel afro-américain dit de la Renaissance de Harlem, notamment avec son roman Their Eyes Were Watching God, qui célèbre la culture afro-américaine dans la ruralité du Sud. Elle fait également partie des co-auteurs du manifeste Fire!! pour une esthétique afro-américaine libre. Élève de Franz Boas, elle contribue à l'élaboration d'une anthropologie des traditions orales afro-américaines, elle a également mis en valeur la culture caribéenne exposée par son essai Voodoo and Life in Haiti and Jamaica.
Zora Neale Hurston est l'auteure afro-américaine la plus lue de son temps.

## Biographie

### Jeunesse et formation

#### Une date de naissance controversée
Zora Neale Hurston a toujours fait en sorte de donner des dates de naissance contradictoires durant sa vie 1898, 1899, 1900, 1901, 1902. Pendant longtemps, faute de documents officiels, on a cru qu'elle était née à Eatonville en Floride en 1901, puis les recherches historiques à partir notamment des documents de recensement ont pu enfin établir la date exacte de sa naissance ainsi que son lieu de naissance, Zora Neale Hurston est née le 7 janvier 1891 à Notasulga dans l'État de l'Alabama, elle est la cinquième des huit enfants et la seconde fille du révérend John Hurston, pasteur baptiste affilié à la South Florida Baptist Association (« Association baptiste de la Floride du sud »)  et exerçant le métier de charpentier, et de Lucy Potts Hurston, une institutrice et une couturière. La famille Hurston s’installe à Eatonville qui est la première ville incorporée afro-américaine des États-Unis. Ville où Zora passe son enfance, et qui est l'une de ses sources d'inspiration,,,,,,,,,,,.

#### Le cadre familial de Zora Neale Hurston

##### La vie à Notasulga

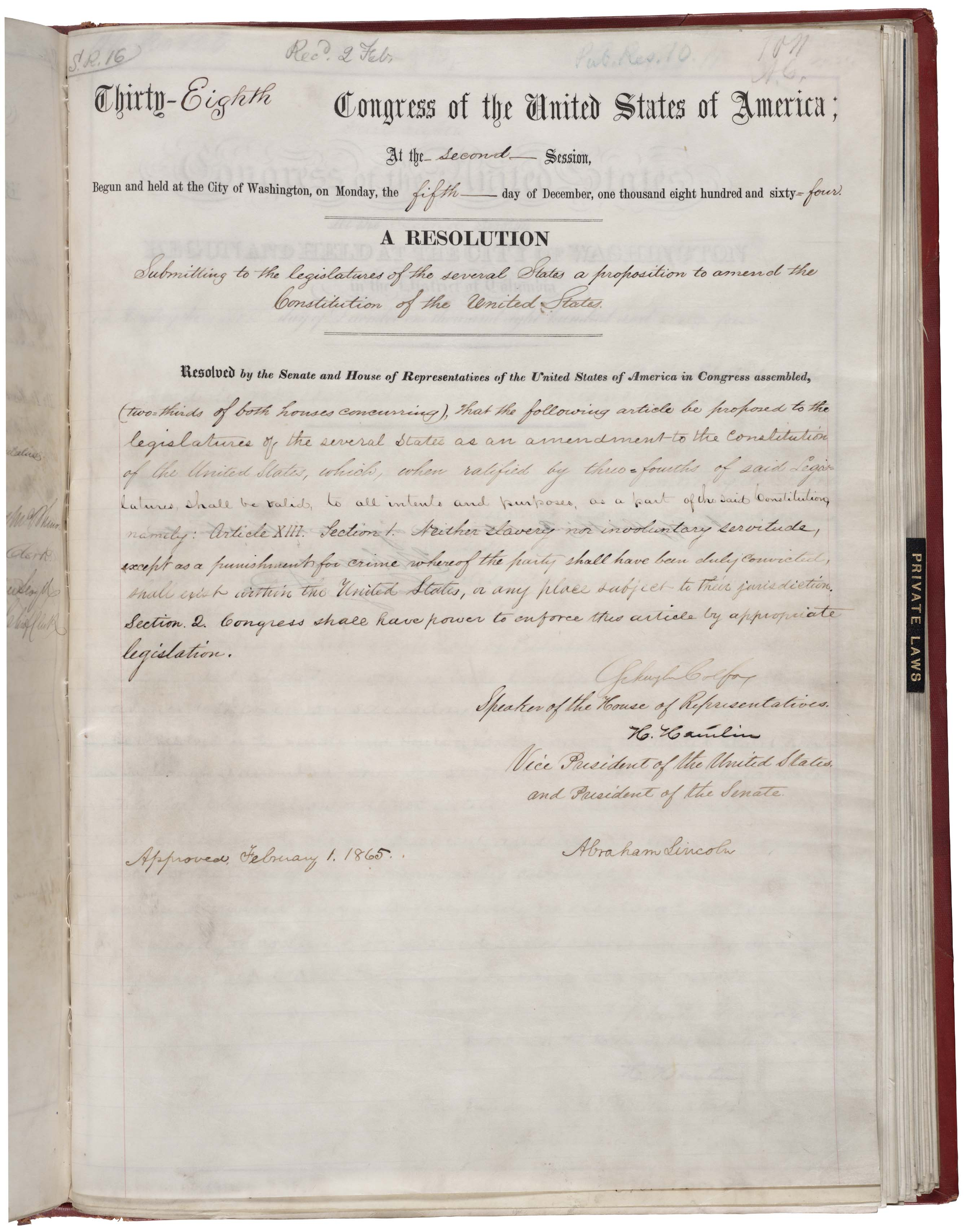
Treizième amendement de la Constitution des États-Unis.

Lucy Ann Potts est née le 31 décembre 1865, juste après la promulgation du treizième amendement du 6 décembre 1865 abolissant l'esclavage qui a affranchi ses parents, Richard et Sarah Potts qui se sont installés à Notasulga dans le comté de Macon après leur émancipation où ils ont pu acquérir un terrain de cinq acres et y bâtir une ferme. Lucy Ann est la cadette de leurs quatre enfants ; adolescente, elle chante dans le chœur de la Macedonia Baptist Church, où elle attire l'attention de son futur mari John Hurston,.
John Hurston est né dans la condition d'esclave le 1er janvier 1861, juste avant la guerre de Sécession. Il est l’aîné des neuf enfants d'Alfred Hurston et d'Amy Hurston. Après la guerre, ils se sont installés à Notasulga, dans le quartier situé dans le   comté de Lee (Alabama). Lucy Ann Potts, âgée de 16 ans, et John Hurston, âgé de 21 ans se marient le 2 février 1882.
Le couple Hurston travaille comme métayers d'une plantation de coton de Notasulga. C'est dans ce cadre que naît leur seconde fille Zora Neale Lee Hurston le 7 janvier 1891,.

##### L'emménagement à Eatonville
John Hurston cherche à s'échapper de sa condition de métayer, et d'une région où règnent les lois Jim Crow. Son métier l'amène à s'éloigner régulièrement du foyer, périodes qui peuvent durer des mois. Ainsi, lors de la naissance de Zora Neale Hurston, il était absent. Cependant, lors de ses missions, il découvre qu'il existe une ville de la Floride, proche d'Orlando, qui est dirigée par des Afro-Américains, il s'agit de la ville d'Eatonville fondée après la guerre de Sécession par deux Afro-Américains Tony Taylor et Joe Clark qui ont, pour cela, acheté un terrain à un blanc Josiah Eaton de la ville voisine de Maitland ; le terrain est divisé en parcelles disponibles pour des Afro-américains qui désirent s'y installer. John Hurston profite de l'occasion et décide alors de quitter l’Alabama pour s'y installer et que ce sera l'occasion pour sa famille et lui même de prendre un nouveau départ, loin de la pression du racisme, il envoie l'argent nécessaire pour que sa famille le rejoigne, à l'accueil de la gare de Maitland, les Hurston vont passer leur première nuit à Eatonville dans une maisonnette, ils sont à l'étroit mais Lucy Hurston est heureuse, ils sont réunis,,.
Le déménagement a lieu en 1892, soit une année après la naissance de Zora Neale Hurston. John Hurston et Lucy Ann Hurston achètent un terrain agricole de cinq acres et construisent une maison de huit pièces. John Hurston commence ses premières prédications au sein de l'église baptiste locale et en 1893, la Zion Hope Baptist Church de Sanford l'élit pasteur. John Hurston devient vite populaire et il est élu maire d'Eatonville en 1897, son mandat de maire est reconduit en 1912 et 1914,.
Après avoir appris à lire et écrire auprès de sa mère, Zora Neale Hurston suit sa scolarité jusqu'à l'âge de ses 13 ans à la Hunger Normal and Industrial School d'Eatonville fondée par Robert F. Hungerford en 1889. Durant cette période, ses enseignants remarquent ses goûts pour la littérature, plus spécialement  pour les œuvres de Hans Christian Andersen, Robert Louis Stevenson et Rudyard Kipling qu'elle dévore. Son imagination est également stimulée par les contes et légendes populaires qu'elle entend racontées par Joe Clark le propriétaire de l'épicerie locale ou par sa clientèle,.

#### La perte de sa mère
En 1904, Lucy Ann Hurston se rend chez sa sœur Emeline, dite Aunt Dickie (« Tante Dickie »), en Alabama, elle y apprend le lynchage de Jimmy le fils de Aunt Dickie, qui est mort après un long supplice. Les auteurs du meurtre sont connus, mais étant Blancs, ils échappent à toute enquête. Cet événement tragique traumatise Lucy Ann Hurston qui entre dans un état de dépression durable. À cela s'ajoute l'usure physique liée au fait qu'elle a accouché de neuf enfants. Sa santé se dégrade. Le dimanche 18 septembre 1904, Lucy Ann Hurston parle de sa mort. Minée, le 19 septembre 1904, Lucy Ann Hurston décède des suites d'une angine de poitrine, elle est âgée d'à peine 39 ans. Sa fille, Zora Neale Hurston, est âgée de  13 ans. Elle perd une mère affectueuse qui la soutenait, l'encourageait et la valorisait une mère dont elle avait besoin au moment où elle devient pubère. Selon ses mémoires la mort de sa mère  marque un « changement du monde », la fin de son enfance,,.

#### Un remariage, l'éloignement de sa sœur Sarah
Le 12 février 1905, à peine cinq mois après la mort de son épouse, John Hurston se remarie avec Mattie Moge, une jeune femme de 20 ans originaire d'Oviedo. Sarah Hurston la sœur aîné de Zora Neale Hurston critique ce mariage hâtif, ainsi que le choix d'une si jeune femme qui pourrait être sa fille. La jeune épouse intervient pour que Sarah soit fouettée pour ses remarques désobligeantes et son insolence. John Hurston qui n'avait jamais levé la main sur ses filles, s'exécute à contre-cœur. Sarah quitte le domicile familial pour épouser un certain John Robert Mack, un pasteur baptiste, et part s'installer à Palmetto une petite ville à proximité de St. Petersburg. Cette dispute familiale affecte Zora Neale Hurston qui après la mort de sa mère, doit subir l'éloignement de sa sœur, isolement qu'elle vit d'autant plus mal qu'elle poursuit ses études secondaires en internat à la Florida Baptist Academy de Jacksonville. Elle vit comme elle peut dans une métropole bien différente de sa vie campagnarde, elle y découvre également la ségrégation au sein des moyens de transports, des magasins, etc.. Pour compenser ses blessures, elle commence à écrire pendant la nuit et les weekends,,,.

#### L'abandon paternel
Sous l'influence de sa belle-mère, Mattie Moge, les relations familiales se détériorent, dès qu'ils le peuvent les frères de Zora Neale Hurston quittent le foyer familial. John Hurston cesse de payer les frais de pensionnat de Zora Neale Hurston, mais le président Collier de la Florida Baptist Academy trouve un arrangement pour qu'elle puisse finir l'année scolaire, Zora Neale Hurston en échange fera du ménage tous les samedi et participera à la cuisine. À la fin de l'année scolaire, il lui est remis un atlas mondial et une Bible. À ses 14 ans, l'année scolaire étant finie, elle doit retourner à Eatonville, son retour n'est guère chaleureux, pire elle voit la nouvelle épouse de son père se reposer sur le lit de sa mère, lit qui lui avait été légué par sa mère. Avec l'aide de ses frères aînés, Zora Neale Hurston réclame son lit. Une confrontation s'ensuit, face à son fils Cornelius, John Hurston cède, Zora Neale Hurston récupère son lit, cet épisode brise les liens de respect envers son père. Abandonnée par son père, elle a le sentiment d'être une orpheline, ne pouvant compter sur lui elle doit subvenir à ses besoins. Vu son manque de formation professionnelle, elle ne peut obtenir que des emplois de domestique ou de serveuse. Cela dit, elle n'abandonne pas, elle continue à lire et à s'instruire de façon autodidacte,.

#### Errance et rebondissement
John Hurston ne veut plus la présence de sa fille Zora chez lui et la chasse de son domicile en 1905. Pour gagner sa vie, Zora Neale Hurston mène une vie d'errance en travaillant comme domestique chez différents parents d'Eatonville et des environs. Puis en 1906, elle se rend à Jacksonville ou vivent ses deux frères aînés John Cornelius et Robert (Bob) Hurston, un jeune médecin fraîchement diplômé de la Meharry Medical College (en) ; ce dernier lui propose de venir vivre chez lui, au sein de sa famille composée de son épouse, Wilhemina et de ses trois enfants, Zora Neale Hurston accepte immédiatement la proposition. Son frère emménage à Nashville dans le Tennessee, accompagné de Zora,.
En 1914, Zora Neale Hurston, ne s'acclimatant ni à la vie de Nashville et ni à l'autorité de son frère, retourne à Jacksonville pour vivre chez son frère John Cornelius et son épouse Blanche. Mais elle se rend compte qu'elle est un poids pour son frère, il faut qu'elle trouve une issue. En 1915, une occasion se présente, en 1915, une amie lui propose un emploi de femme de chambre pour une chanteuse Miss M. de la troupe théâtrale, la Gilbert and Sullivan Theater Company, rémunéré 10 $ par semaine. Zora Neale Hurston est acceptée, elle quitte son frère pour suivre la troupe. Elle reste au service de la chanteuse jusqu'en 1916, où celle-ci, quittant la troupe pour se marier, lui recommande de reprendre les études. Pendant son passage dans la troupe, Zora Neale Hurston a pu bénéficier des livres des acteurs, chanteurs, musiciens et elle a également reçu une solide formation musicale et elle a fait l'expérience d'une troupe non ségréguée où des personnes de différentes couleurs se côtoyaient et travaillaient ensemble,,,.

#### La reprise des études

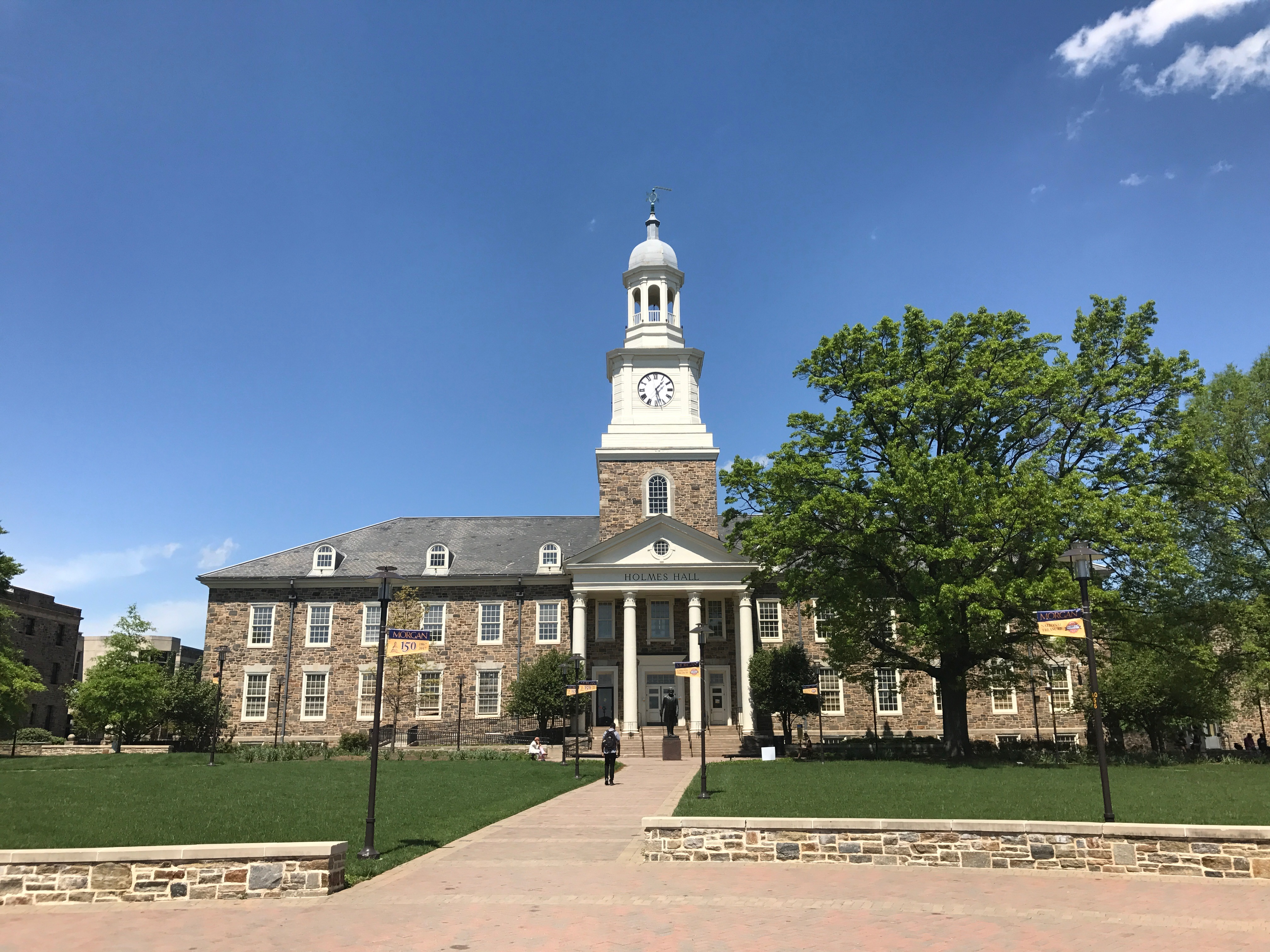
Université d'État Morgan.

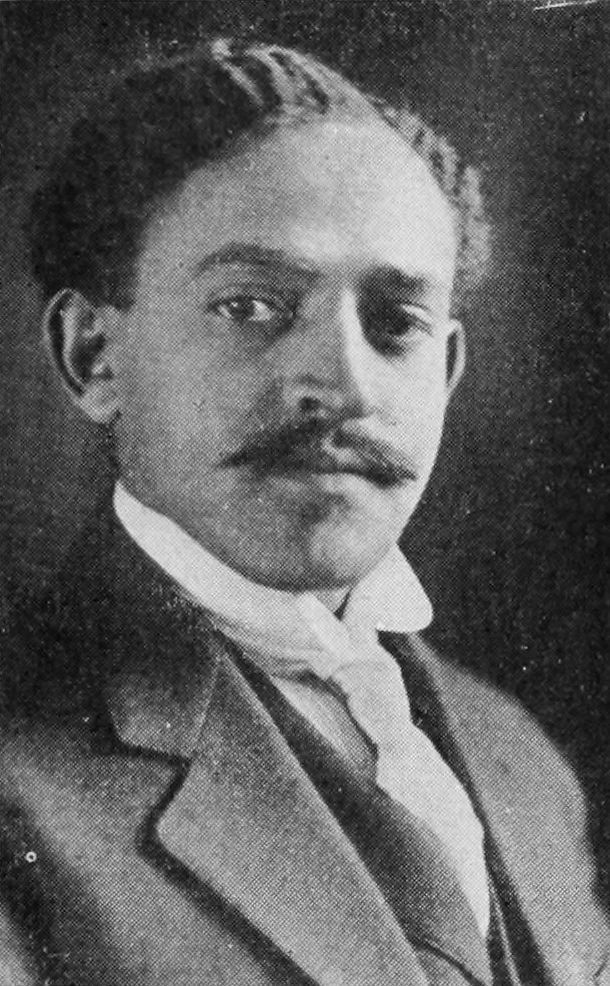
Dwight O. W. Holmes.

En 1917, Zora Neale Hurston alors âgée de 26 ans, qui s'est installée à Baltimore, reprend ses études secondaires en suivant des cours du soir tout en ayant un emploi de serveuse de restaurant dans la journée. Comme les cours du soir sont ouverts pour les jeunes de couleurs entre 6  et 20 ans, elle triche sur sa date de naissance en déclarant qu'elle est née en 1901. Son emploi est interrompu par une crise d'appendicite qui nécessite une hospitalisation au Maryland General Hospital (aujourd’hui connu sous le nom du Centre médical de l’Université du Maryland, Campus de Midtown (en)), juste avant son opération, elle déclare Nobody would miss me very much and I had no treasures to behind me (« Je ne manquerais à personne et je ne laisse aucun trésor derrière moi »). Après son opération, elle reprend son emploi de serveuse et le complète en créant, avec une amie Martha Tucker, une entreprise de vente de confiserie, de cigarettes, de boissons rafraîchissantes et d'articles divers pour payer ses cours du soir. Très vite, ses capacités intellectuelles sont remarquées par ses professeurs, notamment Dwight O. W. Holmes (en) qui la recommande pour qu'elle puisse entrer à l'établissement d'enseignement secondaire intégré du Morgan College, devenu l'université d'État Morgan. Son admission à la section préparatoire du Morgan College est prononcée le 17 septembre 1917. Le doyen de l'université, le docteur Baldwin, lui offre le gîte et le couvert, une allocation hebdomadaire de 2 $ ainsi que l'usage illimité de la bibliothèque en échange d'une assistance pour son épouse en situation de handicap moteur,,.

#### L'entrée à l'université Howard (1919-1924)

##### La préparation

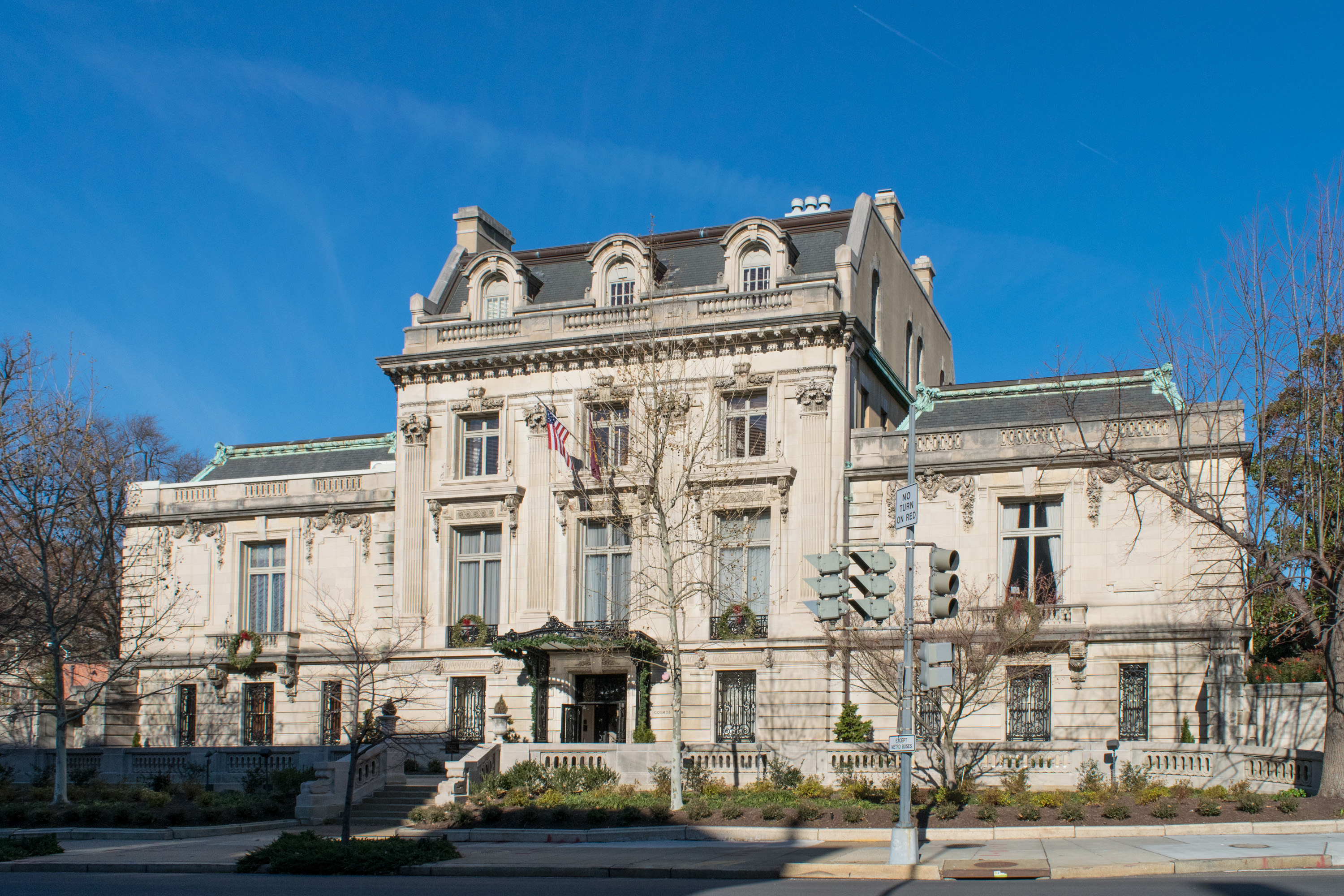
Cosmos Club.

Zora Neale Hurston excelle dans la littérature anglaise et l'histoire, son niveau lui permet de présenter sa candidature à des universités. En 1918, Elle rencontre Mae Miller, la fille du mathématicien et sociologue Kelly Miller (en) qui lui suggère de se présenter à la prestigieuse université Howard, qu'elle en a le niveau. Pendant l'été 1918, Zora Neale Hurston se rend à Washington (district de Columbia) pour à la fois trouver un emploi pour financer ses études et proposer sa candidature à l'université Howard. Elle cumule plusieurs emplois, manucure, serveuse au très sélect Cosmos Club et domestique pour une famille de la bourgeoisie afro-américaine de Washington. Un moment démoralisée, elle est encouragée par son ex-professeur Dwight O. W. Holmes du College Morgan, récemment nommé à l'université Howard. Elle s'y présente, y est admise à la section préparatoire (la Howard Academy) le 2 décembre 1918, où elle obtient son diplôme de fin d'études secondaires en mai 1919 ; diplôme qui lui permet de postuler auprès de l'université Howard, laquelle l'accepte,,,.

##### Les premiers pas dans l'écriture

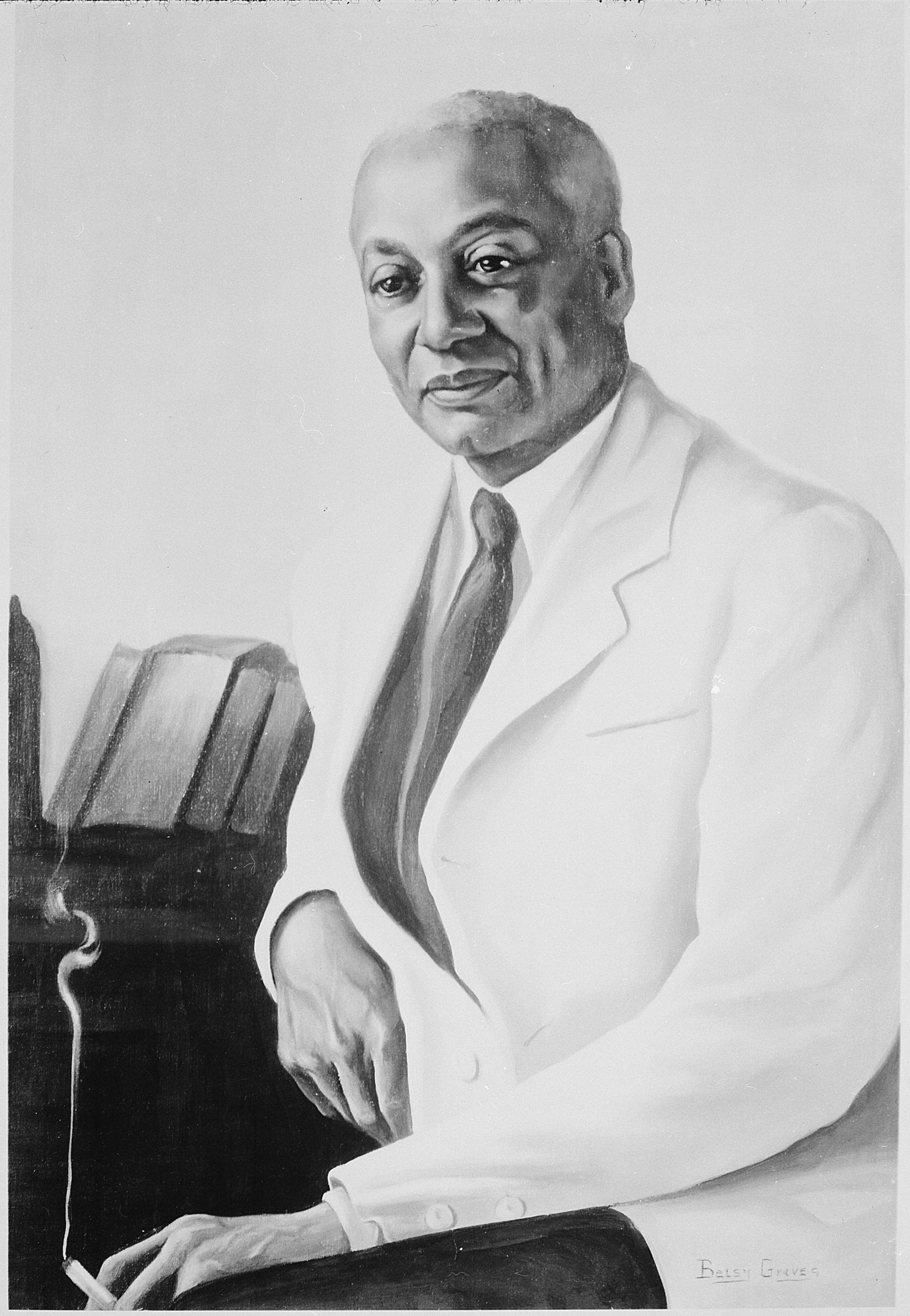
Alain Locke.

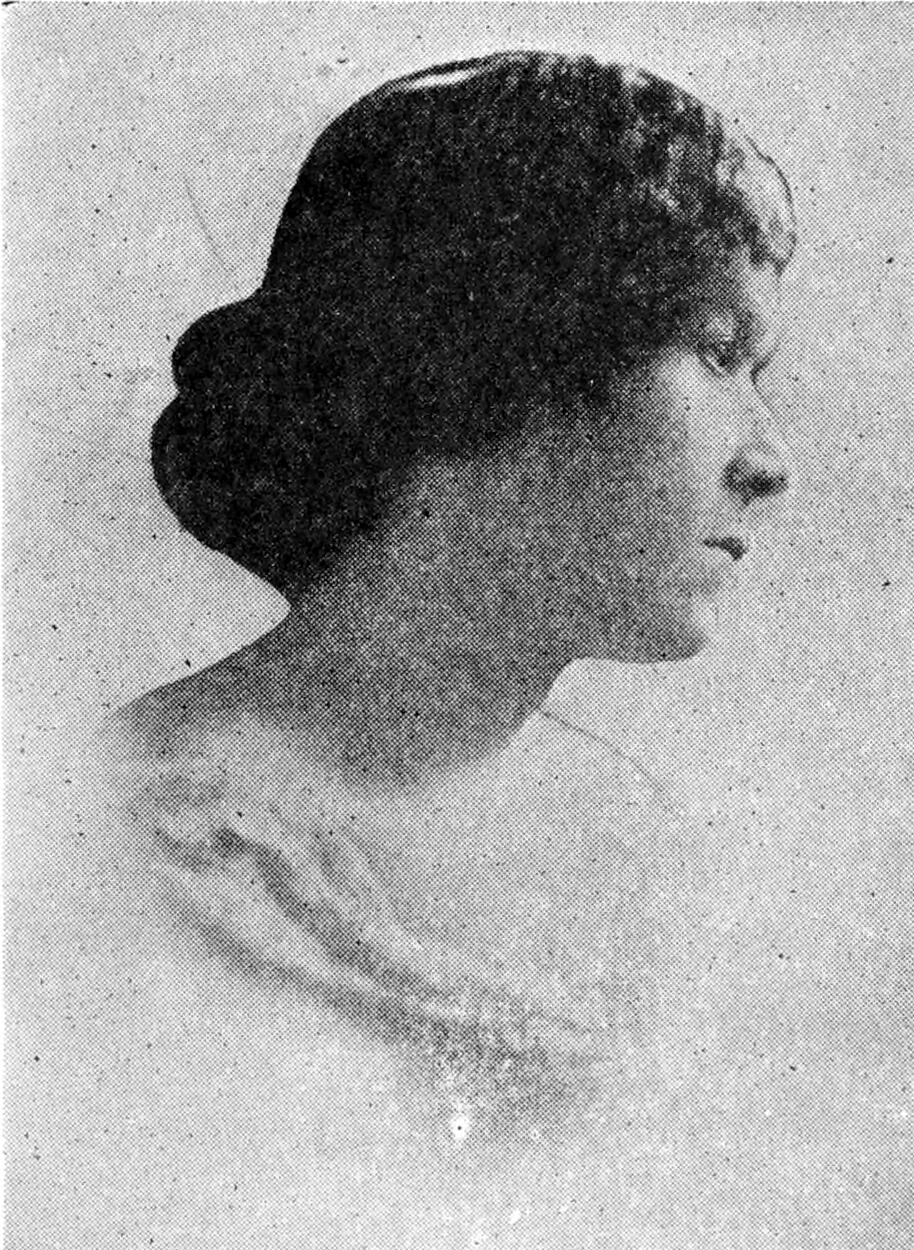
Georgia Douglas Johnson.

Acceptée en 1919, Zora Neale Hurston suit plus spécialement les cours d'Alan Locke et de Lorenzo Dow Turner (en), qui l'un comme l'autre l’encouragent dans la voie de l'écriture. Ainsi, elle participe au groupe Stylus animé par Alan Locke et devient membre du comité de rédaction du magazine de Stylus avec une autre condisciple, May Miller. Elle y publie en mai 1921 son premier poème O Night puis sa première nouvelle « John Redding Goes to Sea ». Cette dernière est remarquée par Charles S. Johnson, le fondateur de la revue Opportunity: A Journal of Negro Life de la National Urban League, qui voit en elle un talent prometteur. Comme la plupart des membres du groupe Stylus, elle et May Miller participent aux soirées littéraires animées par la poète afro-américaine Georgia Douglas Johnson (en), elle y rencontre des figures afro-américaines telles que Sterling Brown, Angelina Grimke, Jean Toomer, Richard Bruce Nugent (en),, Rudolph Fisher, James Weldon Johnson, W.E.B. Du Bois, Marita Bonner, Waring Cuney (en) et d'autres,,,,.
Parallèlement, Zora Neale Hurston fait partie des première étudiantes intégrée à la sororité afro-américaine Zeta Phi Beta (en) fondée le 16 janvier 1920 par cinq étudiantes de l’université Howard sur le modèle de la fraternité Phi Beta Sigma,. Elle s'inscrit également dans la troupe théâtrale de l'université, les « Howard Players » où elle contribue à la composition de deux pièces satiriques A Chapter from the Book of Life et An Academic Nightmare. Et c'est sur le campus qu'elle fait la connaissance d'Herbert Arnold Sheen, son futur époux,,,.
Zora Neale Hurstons est employée comme manucure dans un salon de coiffure réservé à une clientèle blanche proche du National Press Club, du Treasury Building et du Capitol. Ce salon est fréquenté par des journalistes, des banquiers et des législateurs qui livrent à Zora Neale Hurstons des confidences concernant, entre autres, les manœuvres de couloir et les liaisons amoureuses au sein du Congrès. Les clients, du haut de leur importance, s'adressent à elle comme à un animal de compagnie, lui livrant leurs rancœurs et ressentiments. Grâce à cela, Zora Neale Hurstons apprend la nature du pouvoir et de son exercice, ainsi que les fondements de la vie politique.

#### Les études au Barnard College, les premiers succès littéraires et la Renaissance de Harlem

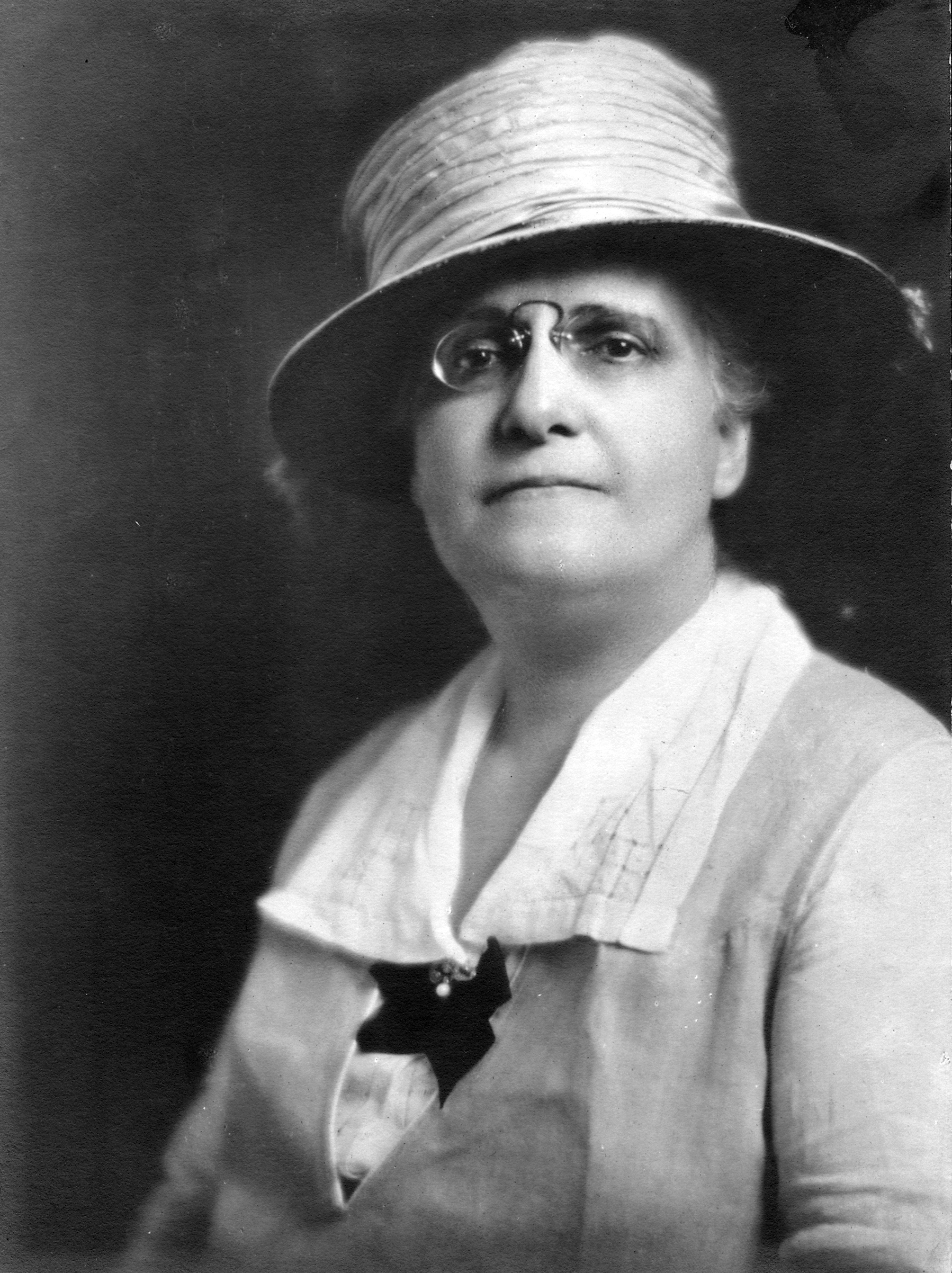
Annie Nathan Meyer.

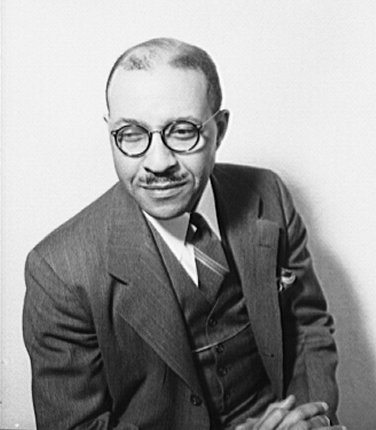
Charles S. Johnson.

##### Premiers succès littéraires et les conséquences
En décembre 1924, Zora Neale Hurston tombe malade. Ne pouvant plus travailler, elle ne peut plus payer ses études et est obligée de les arrêter après deux années, validées par le diplôme Associate of Arts. Charles S. Johnson et son épouse, apprenant la nouvelle, lui proposent de l'héberger à New York, ce qu'elle accepte. En janvier 1925, elle prend le train pour New York. En attendant son arrivée, Charles S. Johnson l'invite à écrire des articles, des nouvelles ou des pièces de théâtre, qu'il publiera dans la revue Opportunity. Elle commence par y publier une nouvelle, Drenched in Light, à la fin de l'année 1924 ; cette publication la fait connaitre sur le plan national. Opportunity est la revue la plus lue au sein de la communauté de la Renaissance de Harlem, ce qui facilite la présentation de Zora Neale Hurston par Charles S. Johnson. Le 1er mai 1925, Zora Neale Hurston participe à la cérémonie de remise des prix décernés par la revue Opportunity : elle est lauréate de la deuxième place pour sa nouvelle Spunk et une mention honorable pour une autre de ses nouvelles, Black Death, dans la catégorie théâtre ; elle est lauréate de la deuxième place pour sa pièce Color Struck et obtient une mention honorable pour la pièce Spears. Le montant des prix lui permet d'obtenir la somme de 75 $ (soit l'équivalent de la somme 1 200 $ en 2022). Ses premiers succès littéraires la font remarquer par Annie Nathan Meyer, qui fait partie des membres fondateurs du Barnard College, et d'autres personnes membres de cette université comme la romancière Fannie Hurst et l'écrivain Carl van Vechten. Pendant que Fannie Hurst embauche Zora Neale Hurston comme secrétaire, Annie Nathan Meyer lui obtient une bourse d'études pour qu'elle puisse terminer ses études universitaires, bourse qui lui permet d'entrer au Barnard College en septembre 1925 en littérature anglaise,,,.

##### L'effervescence de la Renaissance de Harlem et l’anthropologie

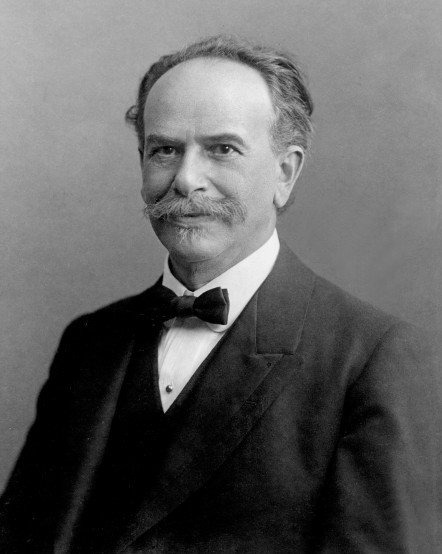
Franz Boas.

Parallèlement à ses études, Zora Neale Hurston s'épanouit au contact des figures de la Renaissance de Harlem où elle noue des amitiés avec Wallace Thurman, Langston Hughes, Dorothy West, Richard Bruce Nugent (en),, Countee Cullen, Aaron Douglas, Gwendolyn B. Bennett, Augusta  Savage, Ethel Waters et bien d'autres. Elle est appréciée pour sa finesse d'esprit, son humour et surtout par la richesse de sa connaissance des histoires afro-américaines, du folklore afro-américain. Si, dans un premier temps, elle a pour projet de devenir professeure de littérature anglaise et écrivaine, sa passion du folklore et des traditions rurales afro-américaine l'amènent à découvrir l'anthropologie. C'est par un article remis à sa professeure Gladys Reichard (en) qu'elle attire l'attention de l'anthropologue Franz Boas, qui reconnaît immédiatement son talent. C'est ainsi que Zora Neale Hurston va mener des recherches anthropologiques sous la supervision d'un élève de Franz Boas, Melville Herskovits,,.

##### L'adhésion à laNational Association for the Advancement of Colored People (NAACP)
C'est durant l'année 1926, que Zora Neale Hurston est admise à la NAACP, sur les recommandations de James H. Hubert (en) et d'Eugene Kinckle Jones (en), tous les deux membres influents de la  National Urban League. Au sein de la NAACP, elle rencontre des écrivains tels que Eric D. Walrond (en), Walter White, Jessie Redmon Fauset, Arna Bontemps en plus de ceux qu'elle connaissait au sein de la Renaissance de Harlem.

##### La participation à la revueFire!!

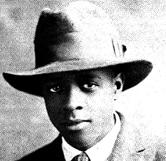
WallaceThurman.

Les artistes de la Renaissance de Harlem sont divisés sur la place de l'art, sa signification : d'un côté, il y a la position de W.E.B. Du Bois, pour qui les œuvres du mouvement doivent servir d'apologie, de propagande de la culture afro-américaine ; et la position d'Alan Locke, pour qui les œuvres du mouvement sont des œuvres d'art au même titre que n'importe quelles œuvres. Les partisans d'Alan Locke, dont fait partie Zora Neale Hurston, pour éviter toute récupération idéologique, décident qu'il est nécessaire de rédiger un manifeste de leur esthétique, manifeste prônant la libre expression des artistes, expression libre vis-à-vis des canons de l’esthétique bourgeoise, quitte à « épater le bourgeois » (en français dans le texte), et s'appuyant sur les traditions afro-américaines. Plusieurs artistes se joignent à l'opération sous la houlette de Wallace Thurman :  Zora Neale Hurston, Aaron Douglas, Richard Bruce Nugent, Gwendolyn Bennett, Countee Cullen, Langston Hughes et John P. Davis (en). L'entreprise aboutit au lancement de la revue Fire !! en novembre 1926, qui se définit comme un trimestriel consacré aux arts. La contribution de Zora Neale Hurston est sa pièce de théâtre Color Struck, précédemment publiée par la revue Opportunity en 1925, et d'une nouvelle, Sweat. La réédition de Color Struck est la marque de son souci de créer un théâtre afro-américain ; un souci qui l'a conduit à travailler avec W.E.B. Du Bois, avec en tête le projet de la création du « Little Negro Theater »,,,.

##### La reconnaissance de la chercheuse
En 1926, Zora Neale Hurston obtient son Bachelor of Arts (licence), décerné par le Barnard College, faisant d'elle la première Afro-Américaine à décrocher ce diplôme dans cet établissement universitaire. Elle continue son travail de chercheuse sous la direction de Franz Boas. Ses travaux publiés la font admettre au sein de sociétés académiques telles que l'American Folklore Society (en), l'American Ethnological Society (en) et l'American Anthropological Association. Franz Boas l'encourage à poursuivre des études en cycle de recherche et, pour mener à bien ces travaux, lui obtient une bourse d'un montant de 1 400 $. De son côté, Carter G. Woodson, le fondateur et président de l'Association for the Study of African American Life and History, lui débloque une somme de 700 $, également pour réaliser des travaux de recherche sur le terrain d'une durée de six mois.

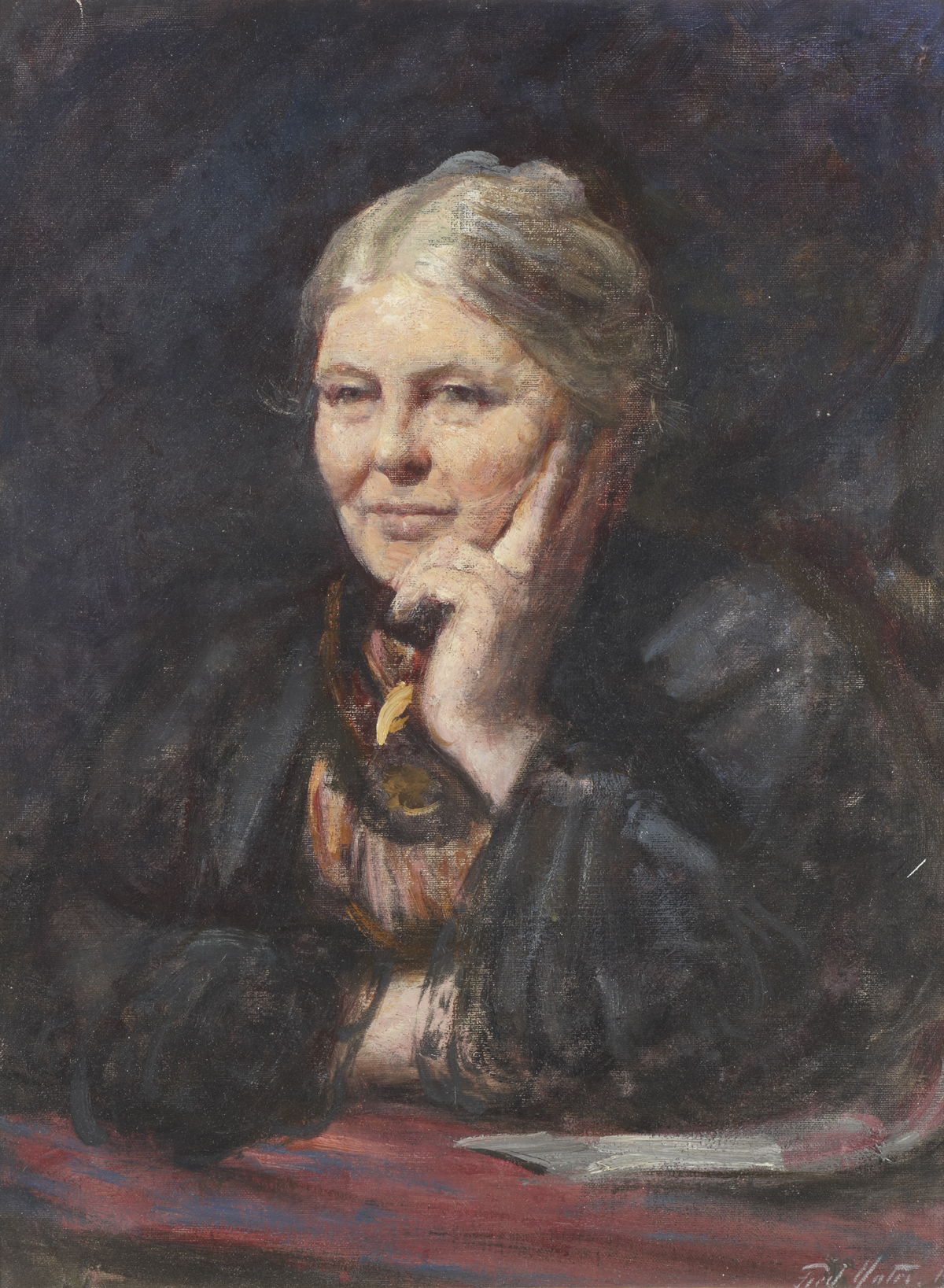
Charlotte Osgood Mason.

D'autre part, Langston Hughes sachant les difficultés financières de Zora Neale Hurston, en parle à la mécène Charlotte Osgood Mason (en) , qui patronne les initiatives valorisant la culture afro-américaine et les artistes afro-américains. Elle est la mécène, entre autres, des peintres Miguel Covarrubias et Aaron Douglas, du sculpteur Richmond Barthé. Charlotte Mason rencontre Franz Boas pour savoir ce qu'il pense de Zora Neale Hurston. Convaincue, elle l'invite à passer dans son appartement de Park Avenue. Zora Neale Hurston accepte l'invitation et se rend chez Charlotte Mason à la mi-septembre 1927. La rencontre conduit Charlotte Mason à signer en décembre 1927 un contrat avec  Zora Neale Hurston, lui allouant une rente mensuelle de 200 $ sur une année, en plus des fonds nécessaires pour acheter une caméra, ainsi qu'une automobile sous condition de faire des recherches sur le terrain et de publier ses études. Au total, Charlotte Mason aura versé la somme de 15 000 $ à Zora Neale Hurston sur une durée de cinq ans,,.

#### Les études à l'université Columbia (1926-1928)
Après son Bachelor of Arts, Zora Neale Hurston prolonge ses études supérieures à l'université Columbia où elle peut suivre directement l'enseignement de Franz Boas,,,.

##### Les recherches sur le terrain et les obstacles de la ségrégation
En 1927, Franz Boas demande à Zora Neale Hurston où elle souhaiterait mener des enquêtes. Elle lui répond en Floride. Franz Boas répond favorablement : ce sera l'occasion d'enquêter sur elle-même et l'environnement d'Eatonville pour collecter des éléments nécessaires à une première étude du folklore afro-américain. Elle se rend à Jacksonville pour faire une halte chez son frère John Cornelius, qui le 18 février 1927 l'accompagne pour faire l'acquisition d'une automobile qu'elle nomme « Sassie Suzie ». Lors de sa visite, elle devise avec son frère John Cornelius sur les possibilités de réalisation de son projet dans un État ségrégué tel que la Floride, où sévissent les lois Jim Crow , le Ku Klux Klan et les menaces concernant toute jeune femme de couleur circulant seule sur les routes de la Floride. Pour surmonter ses peurs, elle achète un pistolet pour se rassurer et continuer. Surtout, elle est motivée par la fierté de la confiance que lui accorde Franz Boas,.

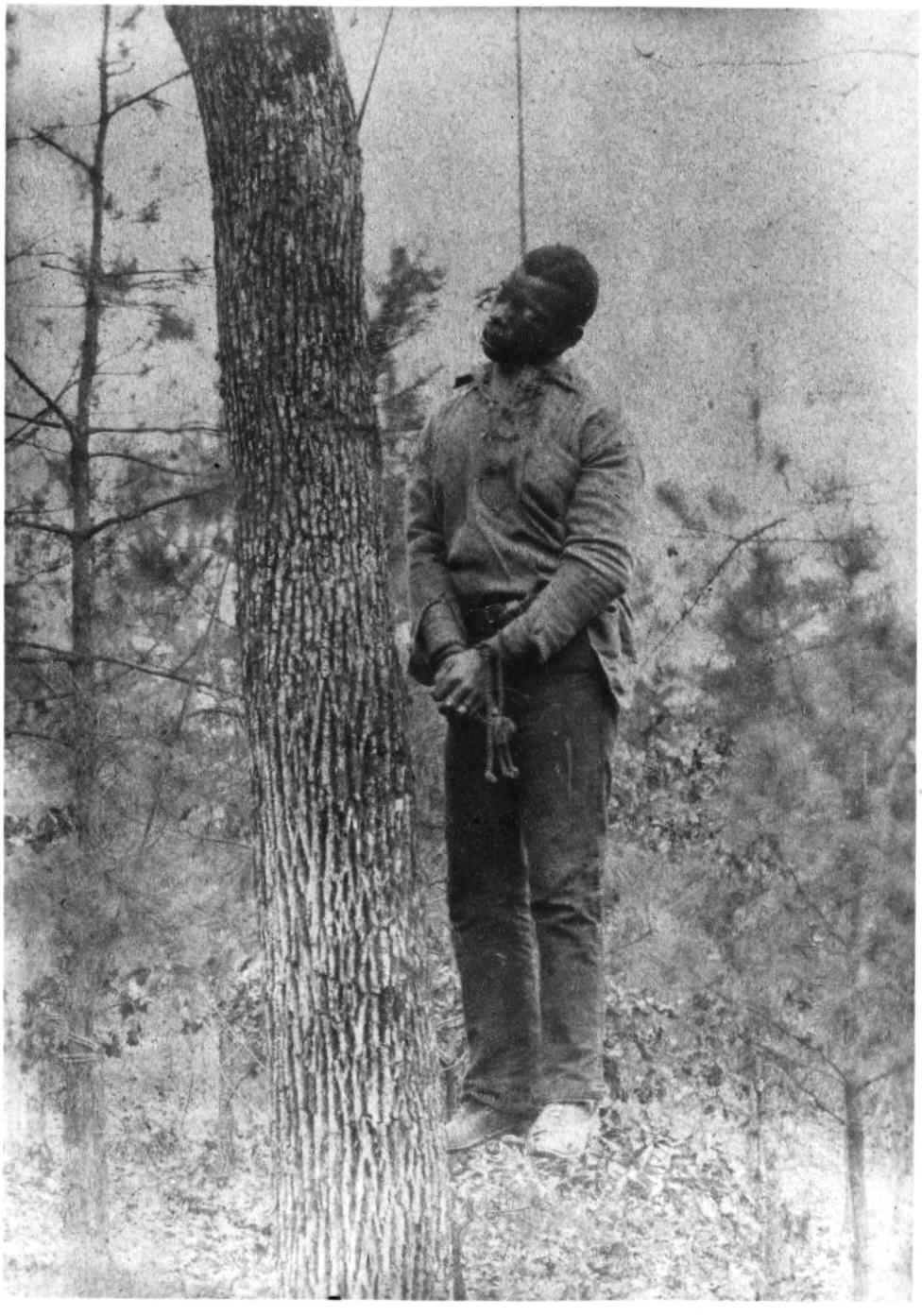
Lynchage de George Meadows à Pratt Mines (dans le comté de Jefferson) Alabama le 15 janvier 1889

Son premier voyage avec « Sassie Suzie » consiste à se rendre à Eatonville, afin de comprendre comment une culture afro-américaine a pu s'y développer. Zora Neale Hurston loge chez une amie d'enfance, Armetta Jones. Puis elle invite la population d'Eatonville à se rassembler autour d'un buffet. Le résultat, d'un point de vue anthropologique, est assez décevant : elle n'y récolte rien de plus que ce qu'elle savait déjà. Au bout de dix jours, elle quitte Eatonville  pour se rendre dans les villes et États environnants, avec la crainte d'être victime d'un viol ou de maltraitances diverses, voire d'un lynchage de la part de Blancs. Aussi se montre-t-elle prudente : elle doit se renseigner sur les villes qui pratiquent  le sundown town,, repérer les endroits où elle peut se loger et se restaurer dans des régions où la plupart des motels comme des restaurants portent à leur entrée l'affiche Whites Only (« Réservé aux Blancs »). Elle se résigne à cet état de fait, car elle n'a pas de choix pour mener à bien ses recherches anthropologiques.

##### Une parenthèse, un mariage incertain
Avant de rouler vers la Floride, Zora Neale Hurston tient à épouser un ami de longue date, qu’elle connait depuis ses études à l'université Howard, le docteur Herbert Arnold Sheen. Si elle a attendu six ans avant de se marier, c'est dû, selon ses mémoires, aux doutes qu'entraine le fait de mener des carrières différentes : celle de médecin pour son fiancé et celle d'anthropologue appelée à sillonner les États-Unis. La cérémonie du mariage a lieu le 19 mai 1927 à Saint Augustine dans l'État de la Floride. Très rapidement, Herbert Sheen comprend que Zora Neale Hurston ne sacrifiera jamais sa carrière. De fait, trois après leur union, Zora Neale Hurston reprend ses périples tandis que Herbert Sheen se rend à Chicago et, à partir de janvier 1928, les relations du couple se dégradent. Ceci conduit à un divorce qui sera prononcé le 7 juillet 1931,,,.

##### Un exemple des obstacles de la ségrégation, l'enquête sur Kossola Cudjo Lewis

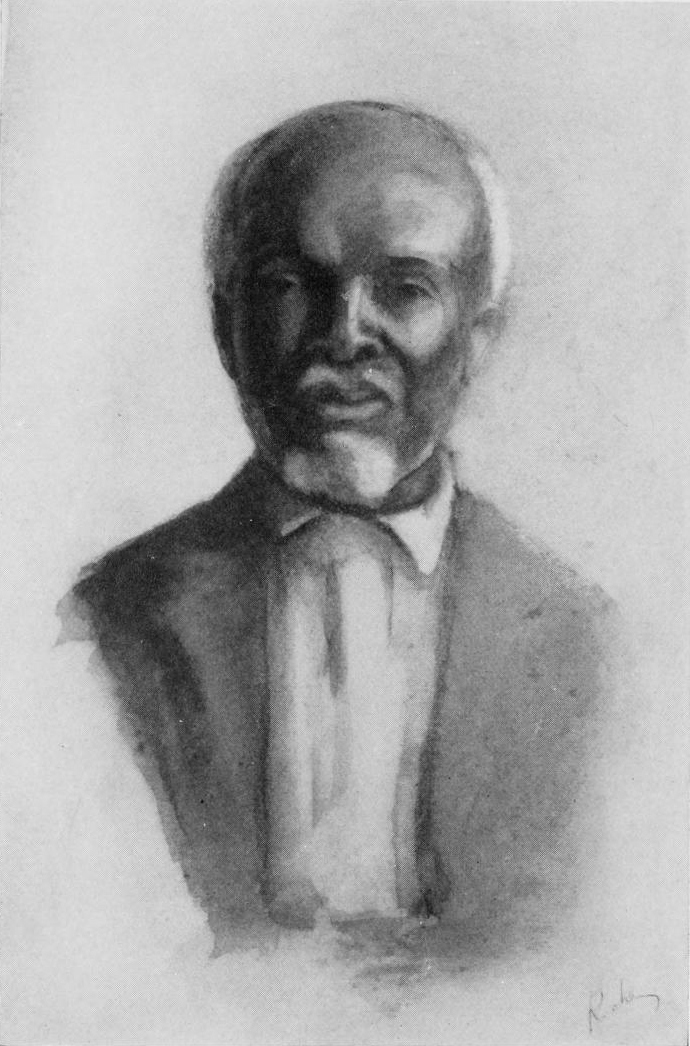
Portrait de Cudjoe Lewis par Emma Langdon Roche.

En 1928, après son travail en Floride et son mariage avec Herbert Arnold Sheen, Zora Neale Hurston reprend un projet qu'elle avait en tête, à savoir interviewer Cudjoe Lewis, le dernier survivant des 116 esclaves livrés aux États-Unis par le Clotilda, supposé être le dernier navire négrier pratiquant la traite transatlantique clandestine, encore en activité au milieu du XIXe siècle. Pour cela, il faut qu'elle se rende au lieu de résidence de Kossola Cudjo Lewis à Mobile, en Alabama. En roulant vers le sud, elle fait une halte à Memphis dans l'État du Tennessee  pour rendre une visite à son frère médecin Robert (Bob) Hurston, ce qui donne lieu à un moment d'échanges sur leurs parents et notamment leur père, décédé des suites d'un accident automobile en 1917. Puis elle reprend la route vers Mobile. Arrivée sur place, elle rédige les fruits de ses entretiens avec Kossola Cudjo Lewis. Son travail est publié sous le titre de Cudjo's Own Story of the Last African Slaver (« La propre histoire de Cudjo, le dernier esclave africain »). Au regard de la quasi impossibilité de se déplacer seule pour une jeune femme afro-américaine dans un État ségrégationniste comme l'Alabama, il est très difficile de savoir ce qui relève du travail propre de Zora Neale Hurston ou d'emprunts de données rédigées par Emma Langdon Roche (en), publiées en 1914 dans son livre Historic Sketches of The South, lequel consacre de nombreux chapitres sur le Clotilda et sur Kossola Cudjo Lewis. Ce premier article est suspecté de plagiat. Selon le biographe Robert Hemenway (en), seul le quart de l'article serait propre à  Zora Neale Hurston, soupçon reconnu par l'intéressée elle-même. Malgré cela, Franz Boas comprend la situation, d'autant que Zora Neale Hurston exprime sincèrement ses regrets, aussi lui donne-t-il une seconde chance. Elle repart pour trois mois pour interviewer Kossola Cudjo Lewis et confronter son récit avec les éléments de son premier article, afin de le réviser point par point au cours de repas pris en commun. En 1931, elle rédige un manuscrit qu'elle présente à son éditeur, lequel lui répond qu'il n'est pas publiable en l'état. Le manuscrit ne sera édité que de façon posthume sous le titre de  « Barracoon, the Story of the Last "Black Cargo" », édition tardive probablement lié au discrédit jeté sur son premier article. Cela dit, comme le rappelle Robert E. Hemenway, cet épisode malheureux, unique dans la carrière de Zora Neale Hurston, ne doit nullement entacher son œuvre et sa réputation d'anthropologue. D'après lui et Genevieve Sexton, ce serait avant tout le signe des difficultés d'une jeune femme noire à mener des enquêtes dans un État ségrégationniste où le Ku Klux Klan sème la terreur auprès des Afro-Américains,,,.

### Carrière professionnelle
En 1928, Zora Neale Hurston ayant achevé ses études universitaires, elle se consacre à la seule écriture d'articles et d'essais anthropologiques et ethnographiques, de romans, de nouvelles et de pièces de théâtre,.

#### La culture du Hoodoo

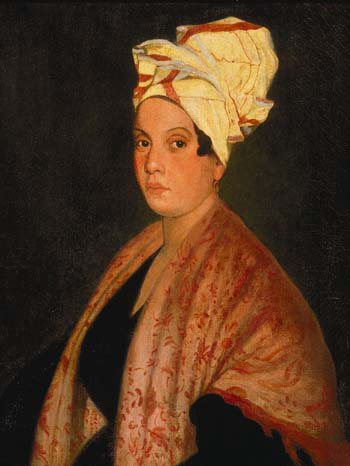
Marie Laveau.

Après la publication de son essai How It Feels to Be Colored Me en mai 1928, Zora Neale Hurston, désireuse de découvrir les mystères du Hoodoo, soit une variation du culte vaudou, se rend en août 1928 à Algiers (en), quartier de la Nouvelle Orléans sur la rive du Mississippi, où elle loue un appartement de trois pièces. Grâce au ferry, elle peut joindre rapidement le Vieux carré français de La Nouvelle Orléans où habitait la légendaire Marie Laveau surnommée « la reine de l'invocation des esprits », « la papesse du vaudou ». Une de ses filles, qui porte le même nom, a repris le flambeau. Le 6 août 1928, Zora Neale Hurston écrit à Langston Hugues qu'elle espère pouvoir découvrir le royaume de Marie Laveau.
Le Vaudou comme son dérivé le Hoodoo désignent des ensembles de croyances par lesquelles les humains peuvent entrer en contact avec les forces spirituelles par la pratique et l’observance de certains rites. L'un comme l'autre font partie des religions syncrétiques, avec le candomblé ou la Santeria ; religions aux racines multiples africaines, caribéennes, sud-américaines, avec des éléments de catholicisme. Le mot de Vaudou serait un mot issu de la langue des Fon du royaume du Dahomey signifiant « déité », « divinité », « esprit ». Le Vaudou a aussi pour origines les Yoruba et autres populations africaines vendues comme esclaves sur le sol des Amériques : États-Unis, Haïti, Antilles, Brésil. Le Hoodoo s'est enraciné à La Nouvelle Orléans, car, du temps de la Louisiane française, les esclaves étaient importés des îles caribéennes françaises où ils avaient mélangé leurs traditions à la religion catholique,.
Le Hoodoo est pratiqué par des personnes qui se font appeler médecins hoodoo ou prêtres hoodoo et invoquent les forces magiques, spirituelles, pour aussi bien guérir des maladies que pour jeter des sorts maléfiques ou bénéfiques. Ceux qui consultent les médecins hoodoo le font quand la médecine scientifique est impuissante à soigner une maladie ou quand ils sont persuadés qu'ils sont victimes d'un sort. Les médecins hoodoo sont consultés pour résoudre des problèmes d'amour, influencer des décisions de justice, voire provoquer la mort d'un ennemi. Cela dit, la majorité des personnes pratiquant le Hoodoo sont des guérisseurs qui ont hérité des traditions populaires afro-américaines, soit d'une tradition médicale qui se veut intervenir à la fois sur le corps et l'esprit. Zora Neale Hurston s'implique corps et âme dans son enquête, en interviewant plusieurs médecins pratiquant le Hoodoo et en participant à des cérémonies hoodoo comme le Black cat bone (en), les bains rituels, le rite dit du Boss of Candles (« Maître des chandelles ») auquel elle est initiée par un prêtre hoodoo réputé, Father Watson. Elle apprend comment faire des potions thérapeutiques, comment jeter des sorts. Elle apprend également des danses sacrées comme la danse de la mort auprès de Kitty Brown (en). Elle consulte également un médecin hoodoo réputé, Luke Turner, qui se dit être le neveu de Marie Laveau et être en possession de la peau de crotale qui parait l'autel de sa tante. Lors de leurs échanges, elle lui demande s'il peut l'initier à une de ses cérémonies. Luke Turner refuse dans un premier temps, car il doute de la sincérité de Zora Neale Hurston. Mais, devant son instance répétée, il lui fait passer un test en la faisant asseoir face à son autel durant une heure. L'épreuve étant satisfaisante, il accepte de la prendre comme apprentie et à l'initier. Pour cela, elle suit un jeûne préparatoire de neuf jours, puis bénéficie de la cérémonie initiatique qui dure trois jours. Zora Neale Hurston demeure nue sur une couche, couverte de la peau de crotale héritée de Marie Laveau, sans boire ni manger, afin que son âme soit acceptée par l'esprit de l'autel. À la fin de la cérémonie, elle reçoit un nom d'initiée, Rainbringer (« La porteuse de pluie ») ; nom supposé la faire communiquer avec les esprits malgré les tourmentes. Zora Neale Hurston rend compte de son expérience du Hoodoo dans un article paru en 1931 au sein de la revue  Journal of American Folklore  sous le titre de Hoodoo in America. Elle reste pendant cinq mois auprès de Luke Turner pour parfaire sa connaissance du Hoodoo jusqu'au printemps 1929. Selon ses mémoires, elle dit que cette expérience a eu une grande influence sur elle, sans toutefois dévoiler les secrets reçus lors de son initiation. Son intérêt tant pour la culture Hoodoo que Vaudou durera toute sa vie. Ainsi, elle écrira une chronique au sein du Fort Pierce Chronicle intitulée « Hoodoo and Black Magic » de 1957 à 1959,,,,.

#### La musique des Bahamas
Zora Neale Hurston quitte La Nouvelle Orléans pour rejoindre la Floride. Après une halte chez son frère John, elle loue une maisonnette à Eau Gallie (Floride) (en), à proximité de Saint Augustine. Elle analyse et classe toutes ses notes et ses photographies sur le Hoodoo pour les présenter à Franz Boas avant la rédaction de son étude. Ce dernier lui pose des questions qui élargissent son travail innovant sur la culture des Afro-Américains, ses racines africaines, et il demande à Otto Klineberg, spécialisé sur les caractéristiques des mentalités, de l'aider. Otto Klineberg et Zora Neale Hurston se rencontrent. Il partage avec elle l'intérêt à définir les capacités ainsi que les spécificités de la musique noire, et il lui propose une bourse de 150 $ mensuels. Pour cela, il faut mener des études comparatives, notamment en enquêtant sur la culture afro-caribéenne. Après une hospitalisation consécutive à une indigestion au Flagler Hospital (en) de Saint Augustine pour y subir une opération chirurgicale de l'estomac, elle quitte la Floride le 12 septembre 1929 pour s'embarquer vers l'île de Nassau, celle-ci faisant partie de l'archipel des Bahamas. Sur place, elle enquête sur la musique de ce pays, qu’elle avait entendue auparavant sur le continent. Elle y recueille plus d'une centaine de partitions de chansons et de danses, plusieurs artefacts d'origine africaine, comme un tambour de type congolais. Malgré un violent cyclone qui dévaste Nassau le 28 septembre 1929, pendant lequel elle a failli perdre la vie, elle continue son enquête tout en participant à la reconstruction de l'île. Elle recueille des informations partielles concernant les pratiques du Hoodoo et de Obeah aux Bahamas. Elle publie les résultats de son étude au sein de la revue Journal of American Folklore dans son numéro de Juillet-Septembre 1930 sous le titre de « Dance Songs and Tales from the Bahamas ». Article qui suscite l'admiration de Franz Boas, lequel va alors chercher des fonds pour que Zora Neale Hurston puisse suivre des études doctorales. Plus tard, Zora Neale Hurston organisera plusieurs festivals et concerts pour faire connaître la musique des Bahamas,,,.

#### Mule Boneet la brouille entre Zora Neale Hurston et Langston Hughes

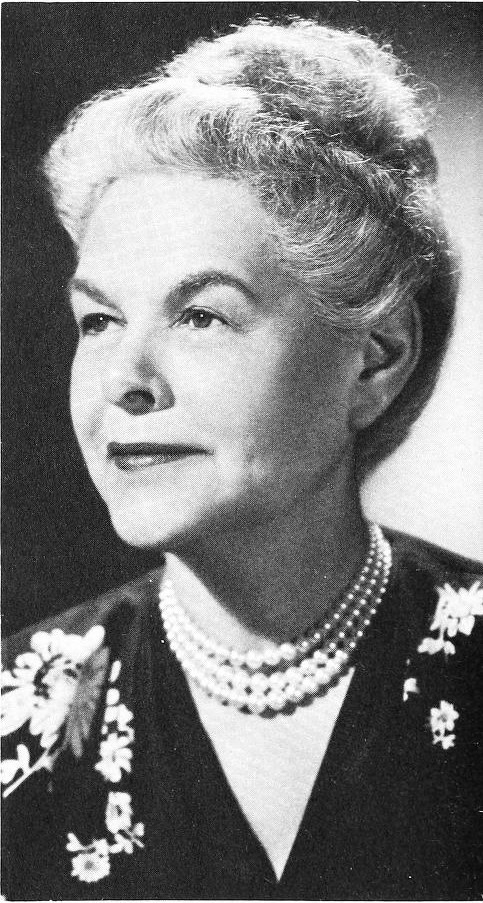
Theresa Helburn.

De retour des Bahamas, Zora Neale Hurston rejoint une pension de famille située dans le village de Westfield, dans l'État du New Jersey, avec pour voisin Langston Hughes. Cette location est financée par Charlotte Mason, qui tient à ce que ses « protégés » puissent écrire dans des conditions paisibles. Zora Neale Hurston travaille de son côté sur les matériaux recueillis à Nassau, pendant que de son côté Langston Hughes rédige son premier roman Not Without Laughter (roman) (en), lequel sera récompensé par la médaille d'or décernée par la William E. Harmon Foundation (en).
Pendant que Zora Neale Hurston consigne son travail pour la rédaction d'une nouvelle, The Bone of Contention, qu'elle reprend par l'écriture d'un essai sur différents récits sous le titre de Mules and Men, de son côté Langston Hughes contacte Theresa Helburn (en), dramaturge, productrice et surtout cofondatrice de la Theatre Guild (en), pour savoir comment serait accueillie la notion d'un théâtre spécifiquement noir dans le milieu des producteurs de théâtre. Theresa Hellburn déplore que la plupart des pièces afro-américaines soumises à la Theatre Guild ne soient que des drames, et estime qu'il serait bon d'écrire une comédie. Langston Hughes transmet l'avis de Theresa Hellburn à  Zora Neale Hurston. C'est ainsi que tous les deux se lancent dans la composition d'une pièce de théâtre, Mule Bone, qui sera une comédie folklorique montrant la capacité de résilience des Afro-Américains à supporter leurs conditions de vie par l'humour,.

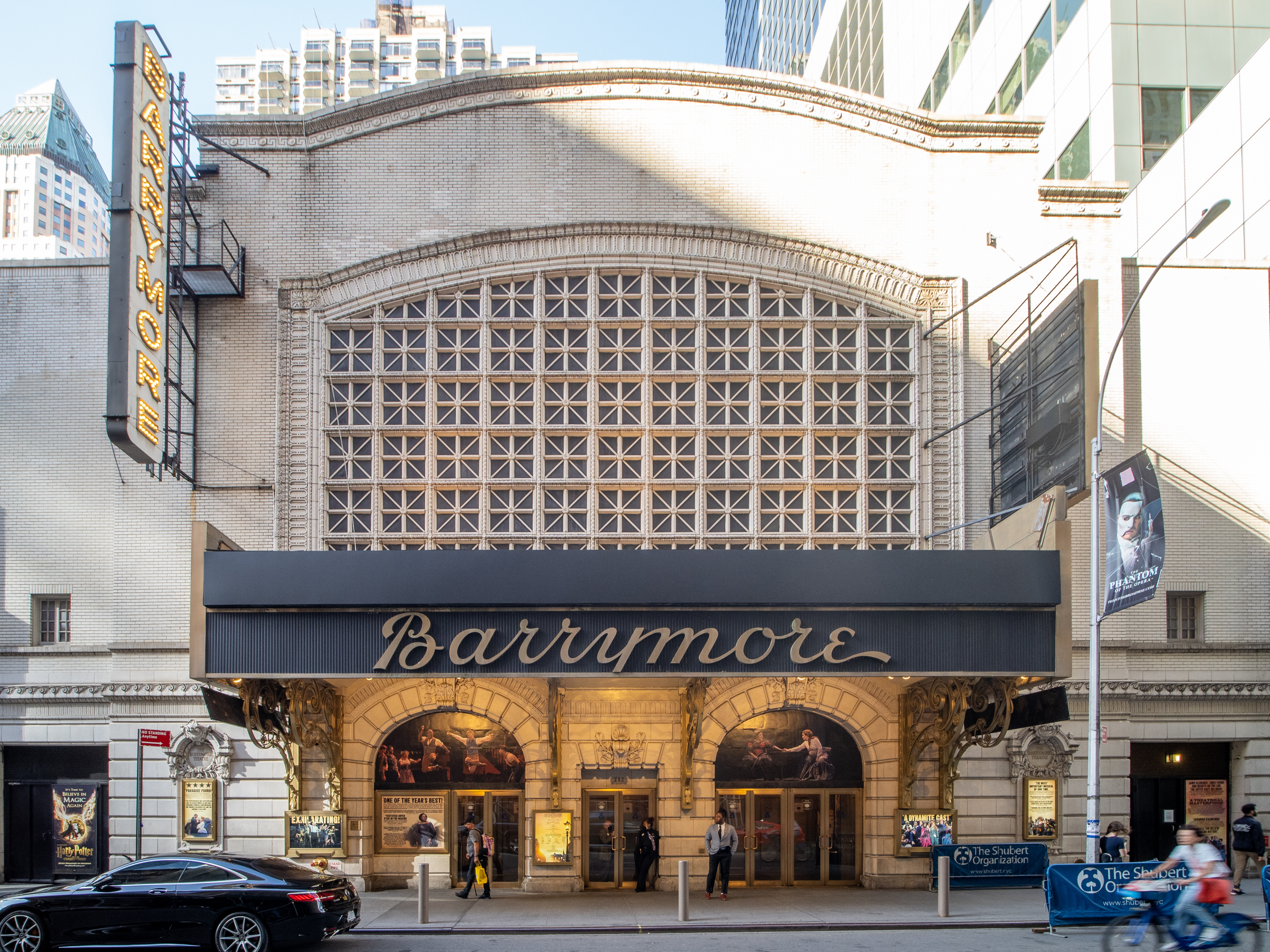
Théâtre Ethel Barrymore.

Pour faciliter le travail d'écriture de Langston Hughes et de Zora Neale Hurston, Charlotte Mason engage une secrétaire-dactylographe, Louise Thompson. Si la collaboration commence bien, l'atmosphère se dégrade, notamment quant au rôle de Louise Thompson, au point que Zora Neale Hurston quitte Westfield pour rédiger la partie de Mule Bone qui lui revient. Elle prend ses distances vis-à-vis de Langston Hughes, qui considère Louise Thompson comme une partenaire à part égale. Ce qui irrite Zora Neale Hurston, qui veut que Louise Thompson se cantonne strictement dans son rôle de dactylographe. Mais cette dernière a le soutien de Charlotte Mason, qui l'a engagée pour son expérience de productrice de pièces pour les théâtres de Broadway. Les relations s'enveniment notamment quand la pièce est prête à être montée. La Theatre Guid reconnait uniquement Zora Neale Hurston comme auteure de la pièce. Quand Zora Neale Hurston dépose ses droits de copyright, des disputes éclatent au sujet des droits d'auteurs et de la place de productrice de Louise Thompson que lui a donné Langston Hughes. Des échanges de courriers et de télégrammes se poursuivent entre les avocats de Langston Hughes et de Zora Neale Hurston pour trouver une issue à ce conflit. Langston Hughes fait appel à Arthur Spingarn (en), l'un fondateurs de la National Association for the Advancement of Colored People, pour défendre ses intérêts, en vain. Malgré tout, après un arrangement, la pièce est montée à Cleveland en 1931. Mais il est soupçonné que des rencontres sont manigancées entre Langston Hughes et Louise Thompson contre Zora Neale Hurston : le conflit est relancé malgré les tentatives d’arbitrage menées conjointement par Carl Von Vechten et Arthur Spingarn. Cette controverse signe la fin de l'amitié entre Langston Hughes et Zora Neale Hurston. À cause des problèmes de droits d'auteurs, Mule Bone ne sera plus représentée pendant 60 années, jusqu'en février 1991, date à laquelle la pièce est montée à New York successivement au Lincoln Center et au Théâtre Ethel Barrymore sur Broadway,,.

#### La grande dépression de 1929 etThe Great Day

##### Le mouvement de la Renaissance de Harlem décapité
La dépression de 1929 frappe de plein fouet le coeur de la Renaissance de Harlem. Harlem devient un ensemble de taudis. Même si le quartier continue à être attractif, le chômage et la hausse des loyers limitent l'installation de nouveaux venus. Les figures de la Renaissance de Harlem doivent se reconvertir pour survivre. Charles S. Johnson abandonne la direction de la revue Opportunity pour devenir professeur à l'université Fisk de Nashville. Il est rejoint par James Weldon Johnson en 1931. Jessie Fauset a quitté la rédaction de Crisis pour se consacrer à sa vie de famille tout en occupant un emploi d’enseignante dans un établissement secondaire, et Alan Locke s'investit dans son travail à l'université Howard. Langston Hugues profite du prix qui a couronné son premier roman pour chercher le soleil à La Havane. Wallace Thurman annonce le décès de la Renaissance de Harlem dans son roman The Blacker the Berry. Décès également symbolisé par la mort d'A'Lelia Walker, la mécène et l'animatrice du mouvement, qui a lieu le 17 août 1931, et dont les funérailles ont été suivies par une foule de 11 000 personnes.

##### La survie du mouvement
Malgré tout, Harlem reste un foyer de boites de nuit, de speakeasies, de salles de danse où les gens s'empressent de venir pour danser. La scène de Broadway attire les spectateurs pour des pièces ayant pour thème des sujets afro-américains, comme l'atteste le succès des Verts Pâturages, une pièce de théâtre écrite en 1930 par Marc Connelly par adaptation d'une nouvelle de Roark Bradford (en) et qui connait 557 représentations au Mansfield Theatre, aujourd’hui connu sous le nom du Lena Horne Theatre. Mais si Zora Neale Hurston reconnait que ce spectacle est « formidable », elle déplore en revanche une vision qui n'a rien à voir avec la réalité des plantations et a peu à voir avec le folklore des Afro-Américains. Cela la conforte dans son désir d'établir un théâtre afro-américain.

##### The Great Day
Bien que les querelles autour de Mule Bone soient une déception, Zora Neale Hurston n'abandonne pas son projet de contribuer à la création d'un théâtre à l'esthétique afro-américaine. Elle contacte diverses personnes pour relancer son projet. Dans un premier temps, elle rédige trois courtes pièces de théâtre où elle intègre des chants et des danses. La trilogie porte le titre de Fast and Furious. La revue est montée au New Yorker Theatre le 15 septembre 1931. La réception par la critique est mauvaise ; les représentations s'arrêtent au bout d'une semaine le 19 septembre 1931. Elle reprend son projet et, ne voulant plus connaitre les déboires de Mule Bone, assure la rédaction, la mise en scène comme la production de ses prochaines revues,.
Après que Zora Neale Hurston boucle sa nouvelle revue qu'elle nomme The Great Day, celle-ci est montée le 10 janvier 1932 au John Golden Theatre de New York. Si The Great Day ne fait guère de bénéfices, les critiques sont en revanche bonnes. Malgré l'arrêt du soutien financier de Charlotte Mason, lié aux conséquences de la Grande Dépression de 1929, Zora Neale Hurston arrivera à produire des représentations de The Great Day pendant trois années. Dans la foulée, elle parvient à persuader Robert Wunsch, le directeur du département de littérature anglaise du Rollins College (en), d'accepter une représentation de la pièce au Winter Park sous le titre de From Sun to Sun. C'est un succès tel qu'une seconde représentation y est organisée. Si Zora Neale Hurston continue d'écrire et de monter des pièces de théâtre, force est de constater que, financièrement, elle n'y trouve pas son compte. Elle décide donc de concentrer ses efforts sur la littérature et plus particulièrement les recueils de nouvelles,.

#### L'amitié avec Fannie Hurst, et le racisme

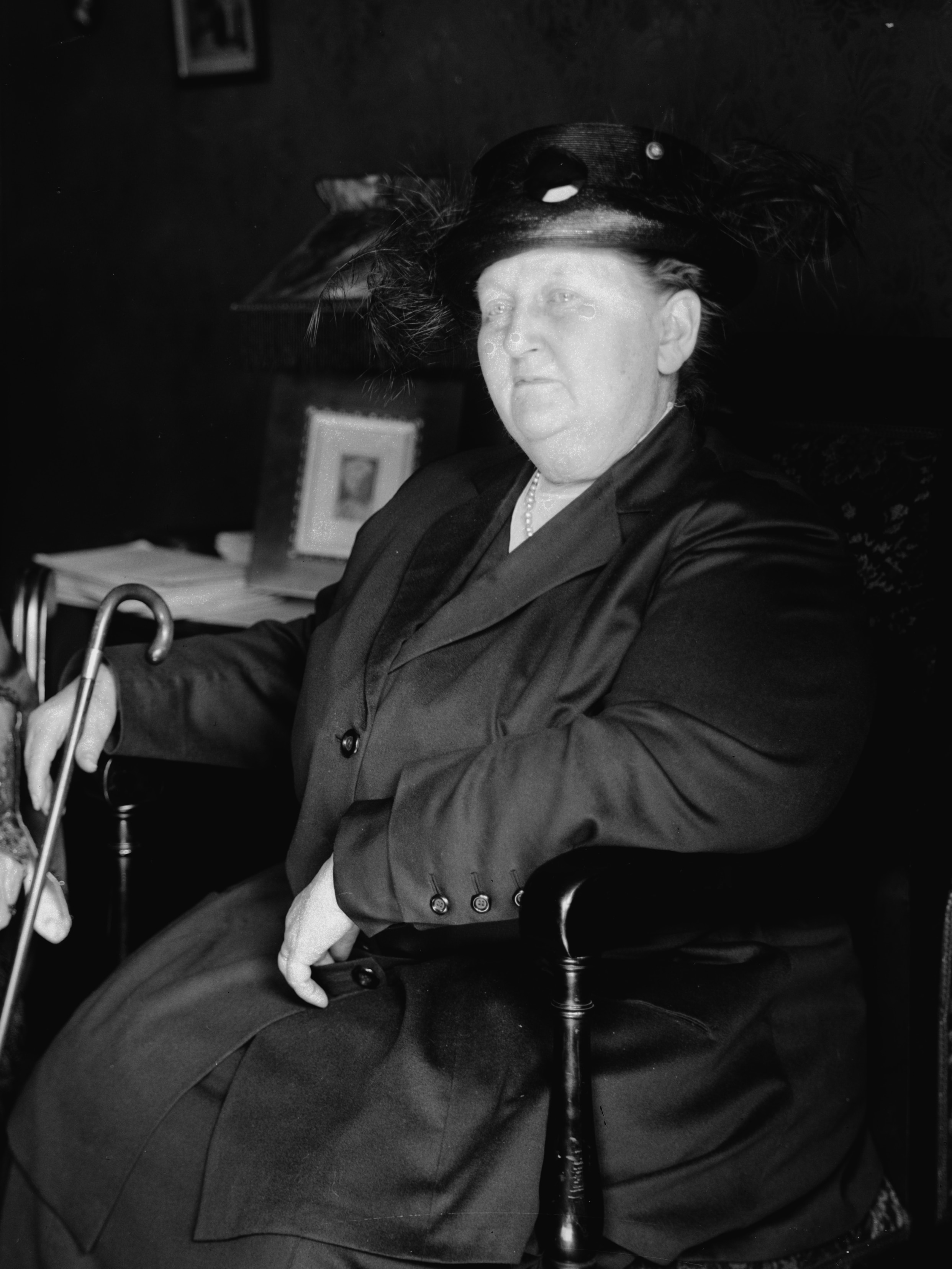
Elisabeth Marbury.

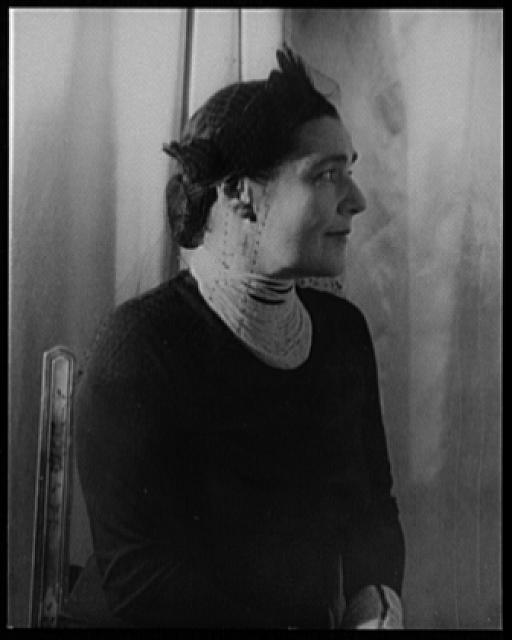
Fannie Hurst.

Les méfiances de Zora Neale Hurston envers les stéréotypes racistes sont renforcées lorsque, en juin 1930, elle fait un voyage avec la romancière, nouvelliste et dramaturge de confession juive Fannie Hurst. Cette dernière lui a été recommandée par Ruth Benedict. Il se trouve que Fannie Hurst et Zora Neale Hurston partagent le même agent littéraire, Elisabeth Marbury (en), et décident de faire un voyage commun pour se rendre à la résidence d'été dudit agent littéraire situé dans l'État du Maine. Lorsqu'elles font étape à un hôtel dans le comté de Westchester et prennent place dans la salle de restaurant, le chef de salle leur répond que toutes les tables vides sont déjà réservées, visiblement pour des raisons de son hostilité envers un duo interracial. Fanny Hurst lui répond alors « La princesse Zora et moi-même aimerions avoir une table ». Aussitôt ce dernier, confus par le titre princier, les installe à la meilleure table. Tout au long de leur voyage, elles doivent subir de multiples attitudes et comportements discriminatoires de la part du personnel des restaurants et des hôtels. Parfois elles doivent même loger dans des hôtels différents. Quand Fannie Hurst est surprise par le manque de réaction de Zora Neale Hurston envers ces attitudes, celle-ci lui répond « C'est comme ça et je dois me protéger comme je l'ai fait tout au long de ma vie ! »,.

#### Vers le premier roman,Jonah's Gourd Vine
Au début de l'année 1933, Zora Neale Hurston soumet une nouvelle, The Gilded Six-Bits, à Robert Wunsch. L'ayant appréciée, il l'envoie à la rédaction de Story (magazine) (en), qui la publie dans son numéro d'août 1933. Parmi les lecteurs, il y a Bertram Lippincott, de la maison d'édition J. B. Lippincott & Co. (en), qui écrit une lettre à Zora Neale Hurston pour lui demander si elle a d'autres manuscrits en cours. Elle lui répond qu'elle travaille sur un roman au titre de Jonah's Gourd Vine. Elle finalise son manuscrit, qu'elle envoie à Bertram Lippincott au début du mois d'octobre 1933. Elle reçoit son accord le 16 octobre 1993 avec une avance de 200 $. Le roman est publié en mai 1934,.
Les critiques de  Jonah's Gourd Vine sont positives, comme celles de Crisis, Opportunity, mais aussi du New York Times Book Review où la critique Margaret Wallace écrit au sujet de ce roman « C'est le roman le plus original et plus captivant qui a été écrit au sujet des Afro-Américains par un membre de la race noire ]...[ il s'en dégage une authentique saveur ]...[ et une excellente restitution du dialecte des Noirs ». La critique Martha Gruenig du magazine New Republic écrit au sujet de Zora Neale Hurston « Elle a le regard d'une personne de l’intérieur sans les biais d'une personne de l'intérieur ». L’ensemble de ces critiques montre l'intérêt suscité à l'échelle nationale par ce premier roman,.

#### La rencontre conflictuelle avec Mary McLeod Bethune

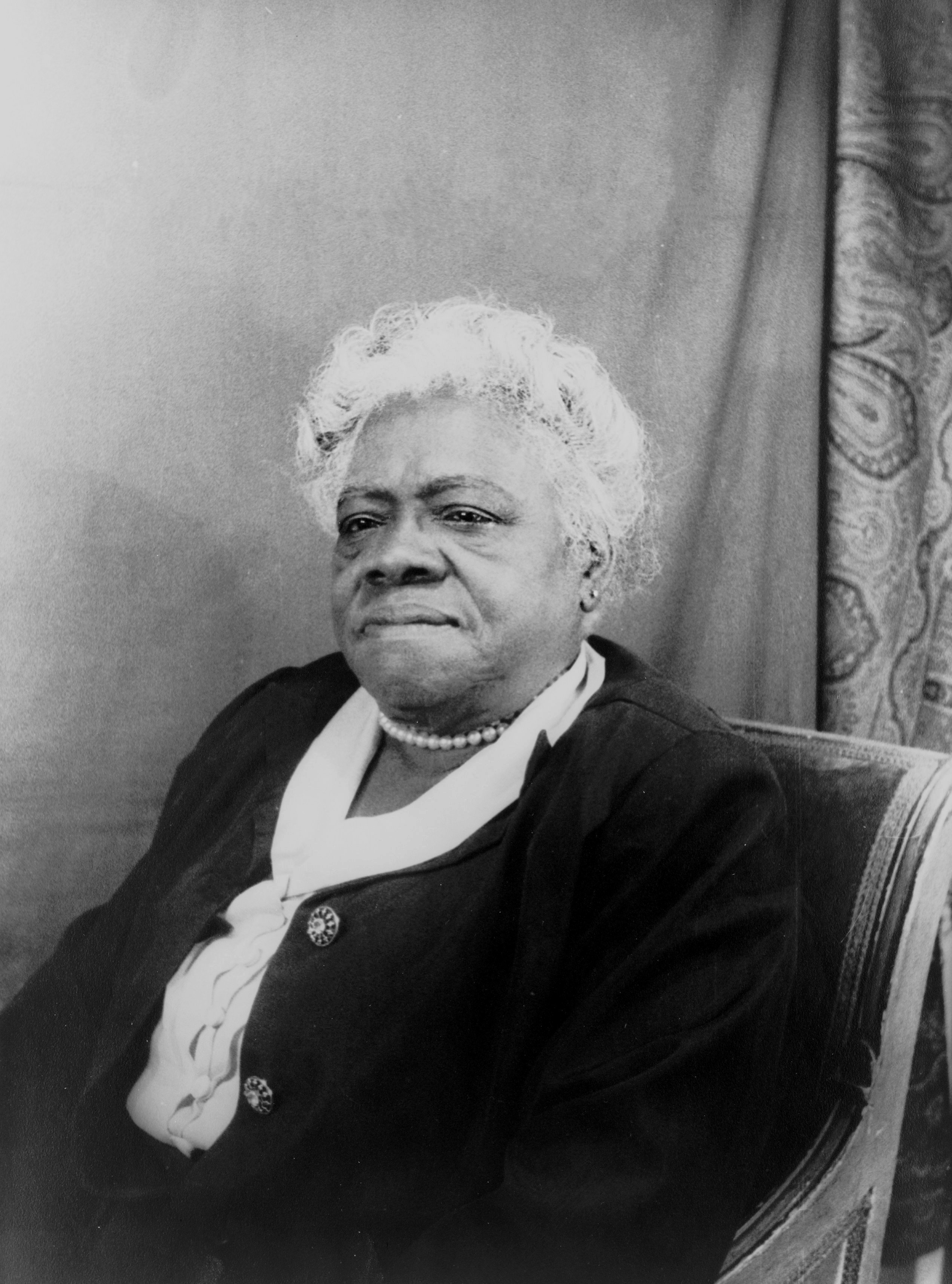
Mary McLeod Bethune (1949).

Les succès de From Sun to Sun et de Jonah's Gourd Vine attirent l'attention de Mary McLeod Bethune, la présidente du collège universitaire Bethune-Cookman de Daytona Beach, aujourd’hui connu sous le nom de l'université Bethune-Cookman. Dès le mois de décembre 1933, Zora Neale Hurston est invitée par Mary McLeod Bethune pour créer une école d'art dramatique au collège Bethune-Cookman, école qui serait fondé sur une expression purement afro-américaine. Zora Neale Hurston arrive, pleine d'espoir, au collège Bethune-Cookman à la mi janvier 1934. La rencontre vire au fiasco, notamment par la confrontation entre les deux personnalités. Mary McLeod Bethune comme Zora Neale Hurston sont des personnalités fortes, aux idées bien arrêtées. L'autorité de Mary McLeod Bethune fait d'elle la femme afro-américaine la plus connue et la plus puissante des États-Unis. Les querelles s'enveniment, l'école d'art dramatique ne verra jamais le jour, malgré les quelques représentations organisées par Zora Neale Hurston. La brouille est consommée à la fin de l'année 1934,,.

#### Their Eyes Were Watching God(1937)
Avec la publication de Their Eyes Were Watching God en 1937, Zora Neale Hurston réalise probablement son meilleur roman après Jonah's Gourd Vine. Elle en rédige le manuscrit en huit semaines : son personnage principal, Janie Stark, est une femme non conformiste, qui pense par elle-même et poursuit ses rêves afin de les réaliser. Son époux Tea Cake partage et se réjouit de leur vie, malgré leur pauvreté.

#### La fin
Zora Neale Hurston passe les dix dernières années de sa vie à faire de la pige pour différents journaux et magazines. Elle travaille dans une bibliothèque à Cape Canaveral en Floride, puis est professeur remplaçante à Fort Pierce.

### Vie privée

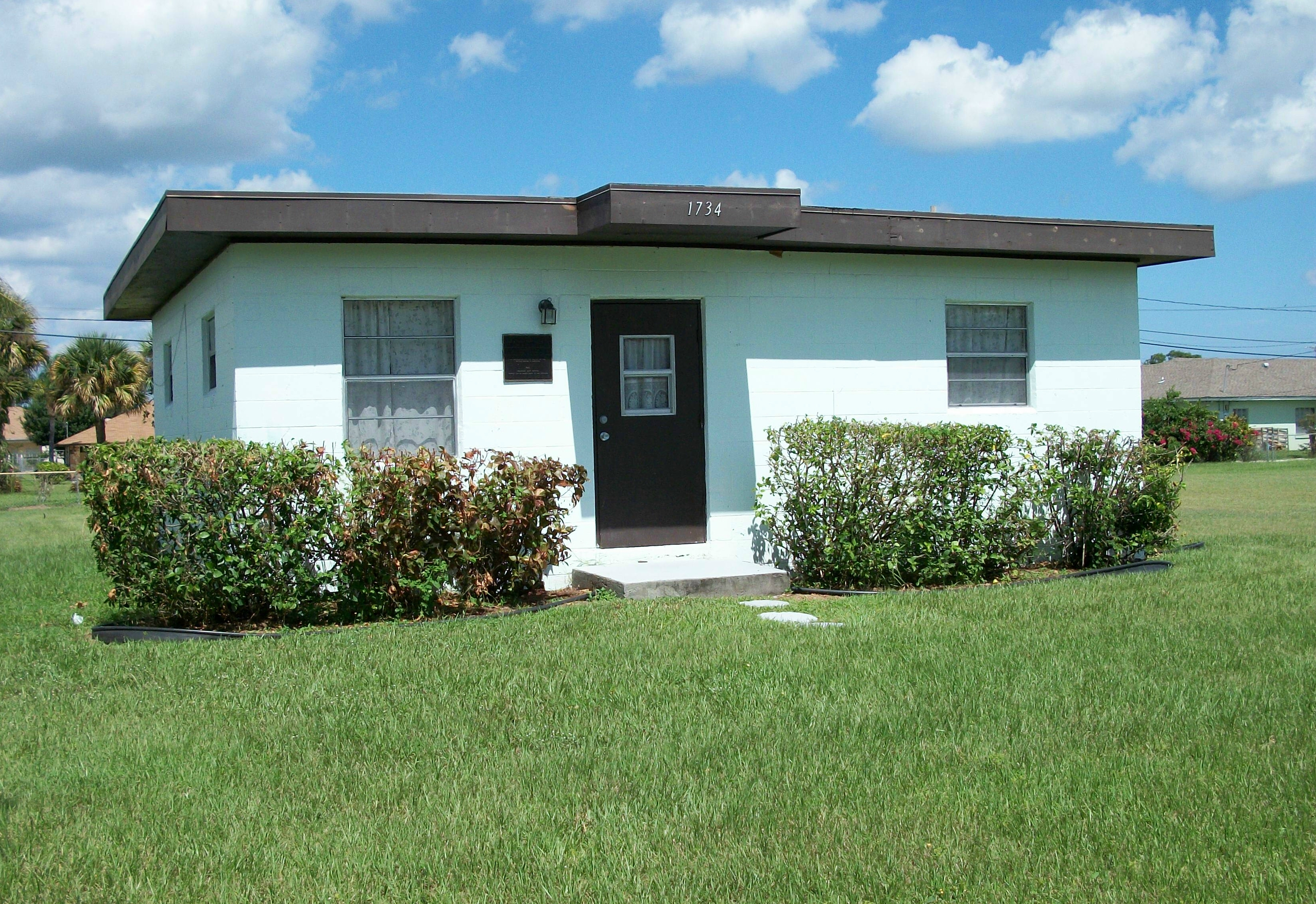
La Zora Neale Hurston House.

#### Mariages
Le 19 mai 1927, Zora Neale Hurston épouse le médecin Herbert Arnold Sheen ; le couple divorce en 1931. Le 27 juin 1939, elle épouse Albert Price III ; le couple divorce en 1943.

#### Une fin de vie dans la solitude et le dénuement
À partir de 1956, la santé de Zora Neale Hurston se dégrade au point qu'elle n'est plus capable d'assurer son autonomie. Face à cette situation, le 29 octobre 1959, son médecin traitant l'hospitalise dans une maison de retraite médicalisée, la St. Lucie County Welfare Home de Fort Pierce, où elle pourra bénéficier de soins adaptés et financés par des fonds publics. Elle y décède le 28 janvier 1960 des suites d'une crise cardiaque consécutive à une forte hypertension artérielle. Ayant sombré dans la pauvreté, elle a honte, ne prévient personne de son état de santé et meurt seule. Le certificat de décès confirme bien que personne n'a été averti. Ses frais d'inhumation sont pris en charge par la commune : elle enterrée dans une tombe anonyme au cimetière ségrégué le Garden of Heavenly Rest de Fort Pierce. Une semaine après la nouvelle de sa mort, un service funèbre est célébré dans la chapelle du St. Lucie County Welfare Home en présence d'une centaine de personnes, dont seize blancs,,.

#### La sortie de l'oubli

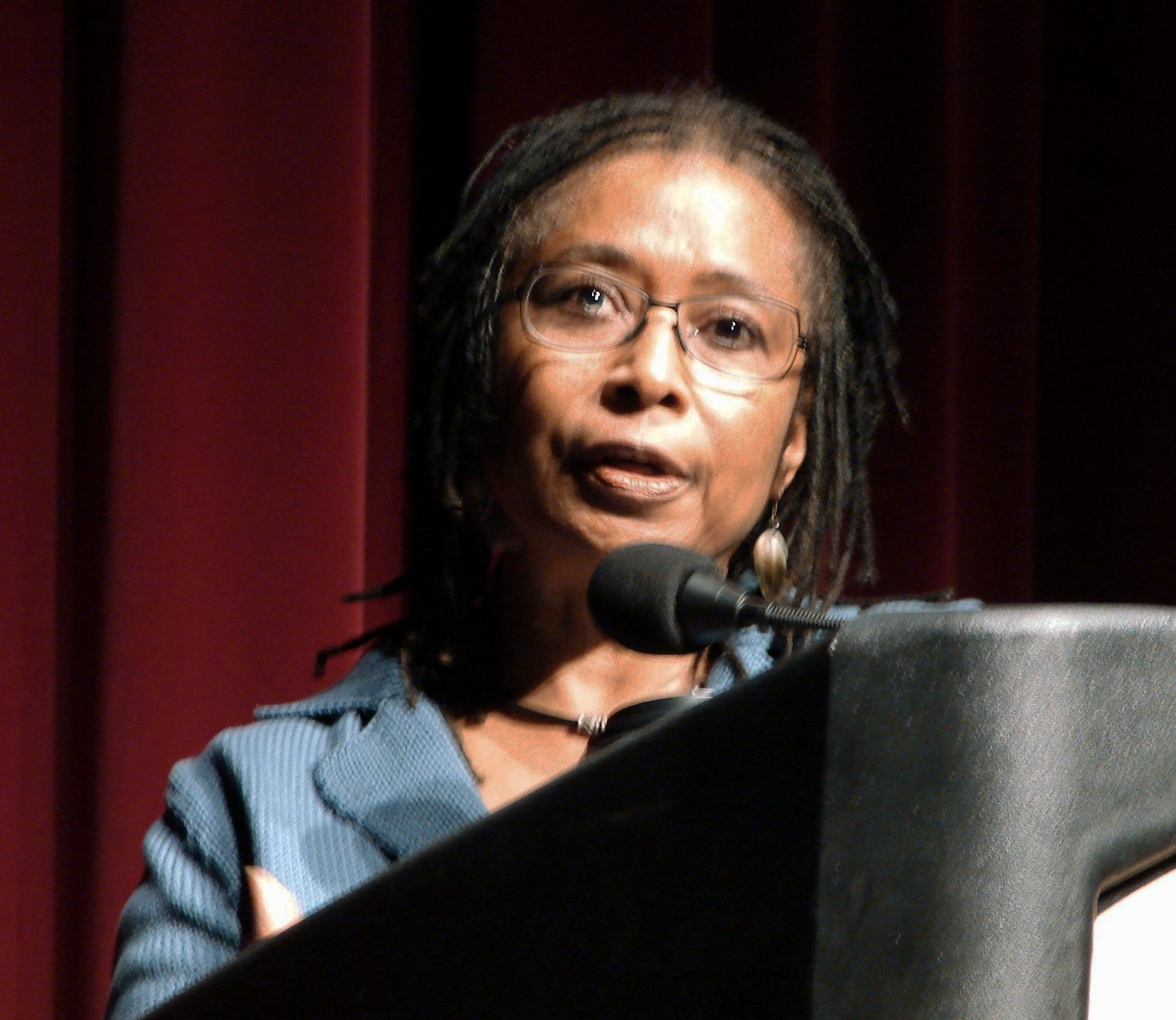
Alice Walker.

En 1973, la romancière afro-américaine Alice Walker et la chercheuse en littérature Charlotte Hunt explorent le Garden of Heavenly Rest pour trouver l'emplacement de la tombe de Zora Neale Hurston. Après des recherches, elles s'arrêtent sur le choix d'une tombe, avant d'y graver son nom et une épitaphe.
La parution de l'article d'Alice Walker In Search of Zora Neale Hurston (« À la recherche de Zora Neale Hurston ») dans le numéro de mars 1975 du magazine Ms. Magazine est à l'origine d'un regain d'intérêt pour son œuvre,.

## Œuvres

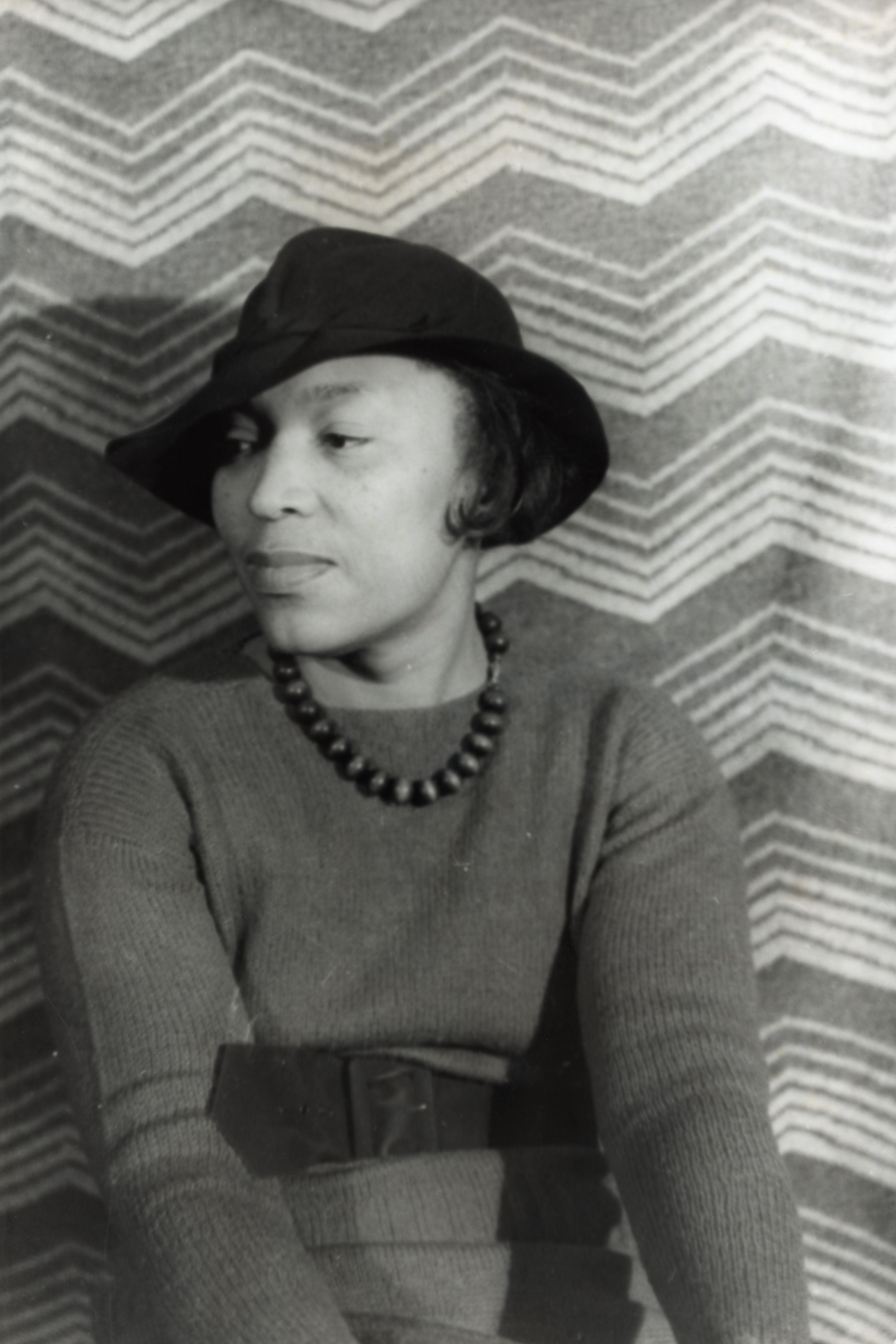
Zora Neale Hurston en 1938.

### Essais et récits anthropologiques et ethnographiques
- How It Feels to Be Colored Me, American Roots (réimpr. 2015) (1re éd. 1928), 32 p. (ISBN 9781429096171),
- Mules and Men, New York, Amistad (réimpr. 1990, 1998, 2008) (1re éd. 1935), 368 p. (ISBN 9780061350177, lire en ligne),
- Tell My Horse : Voodoo and Life in Haiti and Jamaica, New York, HarperCollins, 1938, rééd. 1990, 311 p. (ISBN 9780060916497, lire en ligne),
- The Sanctified Church, Berkeley, Californie, Turtle Island, 1er février 1981, 114 p. (ISBN 9780913666449, lire en ligne),
- Cheryl A. Wall (dir.), Folklore, Memoirs, and Other Writings, New York, Library of America, 1er février 1995, 1032 p. (ISBN 9780940450844, lire en ligne),
- Pamela Bordelon (dir.), Go Gator and Muddy the Water, New York, W. W. Norton & Company, 1er février 1999, 228 p. (ISBN 9780393046953, lire en ligne)
- Carla Kaplan (dir.) (préf. John Edgar Wideman), Every Tongue Got to Confess : Negro Folk-tales from the Gulf States, New York, HarperCollins, 27 novembre 2001, 328 p. (ISBN 9780060188931, lire en ligne),
- Henry Louis Gates Jr. & M. Genevieve West (dir.) (préf. Henry Louis Gates Jr. & M. Genevieve West), You Don't Know Us Negroes and Other Essays, Amistad Press, 4 janvier 2022, 465 p. (ISBN 9780063043855),

### Romans et recueils de nouvelles

#### Éditions originales
- Jonah's Gourd Vine (préf. Rita Dove, postface Henry Louis Gates. Jr), New York, Amistad (1re éd. 1934, 1990, 2008, 2009, 2014, 2020), 229 p. (ISBN 9780061350191, lire en ligne),
- Their Eyes Were Watching God, Amistad, 1937, rééd. 2006, 219 p. (ISBN 9780061120060),
- Moses, Man of the Mountain (préf. Blyden Jackson) (réimpr. 1975, 1984, 1991, 2008, 2010) (1re éd. 1939), 336 p. (lire en ligne),
- Dust Tracks on a Road : An Autobiography, Amistad, 1er janvier 1942 (réimpr. 1969, 1996, 2006, 2017, 2022), 324 p. (ISBN 9780060854089, lire en ligne),
- Seraph on the Suwanee, New York, Charles Scribner's Sons (réimpr. 1974, 1991, 1998, 2008) (1re éd. 1948), 400 p. (ISBN 9780404113919, lire en ligne),
- Alice Walker (dir.) (préf. Mary Helen Washington), I Love Myself When I Am Laughing... And Then Again : A Zora Neale Hurston Reader, New York, The Feminist Press at CUNY, 1979, rééd. 1993, 332 p. (ISBN 9780912670669, lire en ligne),
- Spunk : Selected Short Stories, Berkeley, Californie, Turtle Island Foundation (réimpr. 1997, 1998) (1re éd. 1985), 132 p. (ISBN 9780913666791, lire en ligne),
- The Gilded Six-Bits, Redpath Press, 1er septembre 1986, 40 p. (ISBN 9781556280061),
- The Complete Stories (préf. Henry Louis Gate, Jr & Siegliende Lemke), New York, Harper Perennial, 1er janvier 1995 (réimpr. 1996, 1999, 2008), 372 p. (ISBN 9780061350184, lire en ligne),
- Cheryl A. Wall (dir.) (préf. Cheryl A. Wall), "Sweat", New Brunswick, New Jersey, Rutgers University Press, 1er mars 1997, 256 p. (ISBN 9780813523156, lire en ligne),
- Barracoon : The Story of the Last "Black Cargo", HarperCollins Publishers, 8 mai 2018, 193 p. (ISBN 9780060921705, lire en ligne)

#### Éditions francophones
- Spunk [« Spunk: Selected Short Stories »] (trad. Françoise Brodsky), Cadeilhan, Gers, Zulma (réimpr. 2002, 2004) (1re éd. 1993), 137 p. (ISBN 9782909031255)
- Des pas dans la poussière [« Dust Tracks on a Road : An Autobiography »] (trad. Françoise Brodsky), La Tour-d'Aigue, Vaucluse, Éditions de l'Aube, 23 mars 1999 (réimpr. 2006), 200 p. (ISBN 9782752602589),
- Mais leurs yeux dardaient sur Dieu [« Their Eyes Were Watching God »], Honfleur, Calvados, Zulma, 13 septembre 2018, 320 p. (ISBN 9782843048326),
- Barracoon : l'histoire de la dernière "cargaison noire" [« Barracoon : The Story of the Last "Black Cargo" »], Paris, L.G.F - Le livre de poche (réimpr. 2021) (1re éd. 2019), 237 p. (ISBN 9782253101277),

### Livres pour enfants
- Joyce Carol Thomas (adaptation) (ill. Leonard Jenkins), The Skull Talks Back : And Other Haunting Tales, HarperCollins, 27 juillet 2004, 56 p. (ISBN 9780060006310)
- Joyce Carol Thomas (adaptation) (ill. Christopher Myers), Lies and Other Tall Tales, HarperCollins, 11 octobre 2005, 40 p. (ISBN 9780060006556),

### Correspondance
- Carla Kaplan (dir.), Zora Neale Hurston : A Life in Letters, New York, Anchor Books, 2 décembre 2003, 916 p. (ISBN 9780385490368, lire en ligne),

### Théâtre
- Mule Bone, co-écrit avec Langston Hughes, en 1931, la première est montée à Cleveland  et sera montée à Broadway au théâtre Ethel Barrymore en 1991[122],[146],[147],[148],
- Color Struck, éditée en 1925 au sein de la revue Opportunity et reprise au sein du magazine Fire !![146],[149],
- The First One, éditée en 1926 au sein de la revue Opportunity[146],[149],
- The Court Room, éditée en 1931[146],
- The Great Day, revue musicale écrite en 1931  et montée en 1932, puis renommée From Sun to Sun pour ses représentations en Floride et à nouveau renommée Singing Steel lors de ses représentations à Chicago[146],[149],
- Poker!, Kindle Edition (réimpr. 2010, 2021) (1re éd. 1931),
- Jean Lee Cole & Charles Mitchell (dir.), Zora Neale Hurston: Collected Plays, New Brunswick, New Jersey, Rutgers University Press, 1er janvier 1998, 424 p. (ISBN 9780813542911),

#### Spectacles sur Broadway
- Fast and Furious, monté au New Yorker Theatre du 15 septembre 1931 au 19 septembre 1931[150],
- Mule Bone, la première mondiale est montée au  Théâtre Ethel Barrymore du 14 février 1991 au 14 avril 1991[151].

### Articles (sélection)
- « Communications », The Journal of Negro History, vol. 12, no 4,‎ octobre 1927, p. 664-669 (6 pages) (lire en ligne ),
- « Cudjo's Own Story of the Last African Slaver », The Journal of Negro History, vol. 12, no 4,‎ octobre 1927, p. 648-663 (16 pages) (lire en ligne ),
- « Dance Songs and Tales from the Bahamas », Journal of American Folklore, vol. 43, no 169,‎ juillet-septembre 1930, p. 294-312 (19 pages) (lire en ligne ),
- « Hoodoo in America », Journal of American Folklore, vol. 44, no 174,‎ octobre-décembre 1931, p. 317-417 (101 pages) (lire en ligne ),
- « Florida's Migrant Farm Labor », Frontiers: A Journal of Women Studies, vol. 12, no 1,‎ 1991, p. 199-203 (5 pages) (lire en ligne ),
- « Folklore and Music », Frontiers: A Journal of Women Studies, vol. 12, no 1,‎ 1991, p. 182-198 (17 pages) (lire en ligne ),
- « Grave Matters », Southern Cultures, vol. 5, no 3,‎ 1999, p. 99-102 (4 pages) (lire en ligne ),
- « The Back Room », Amerikastudien / American Studies, vol. 55, no 4,,‎ 2010, p. 576-581 (6 pages) (lire en ligne ),
- « The Book of Harlem », Amerikastudien / American Studies, vol. 55, no 4,‎ 2010, p. 566-569 (4 pages) (lire en ligne ),
- « The Country in the Woman », Amerikastudien / American Studies, vol. 55, no 4,‎ 2010, p. 587-591 (5 pages) (lire en ligne ),
- « Monkey Junk », Amerikastudien / American Studies, vol. 55, no 4,‎ 2010, p. 570-575 (6 pages) (lire en ligne ),
- « She Rock », Amerikastudien / American Studies, vol. 55, no 4,‎ 2010, p. 592-597 (6 pages) (lire en ligne ),
- « From "Herod the Great" », Callaloo, vol. 34, no 1,‎ hiver 2011, p. 121-125 (5 pages) (lire en ligne ),

## Prix et distinctions
- 1934 : boursière de la Fondation Rosenwald (en)[7],
- 1936 : boursière de la  Fondation John-Simon-Guggenheim[152],[11],
- 1937 : boursière de la  Fondation John-Simon-Guggenheim[152],[11],
- 1939 : élévation au grade de docteur honoris causa en littérature par l'université d'État Morgan[8],[11],
- 1943 : lauréate du prix Anisfield-Wolf pour son livre Dust Tracks on a Road, catégorie "non fiction"[153],[11]
- 1943 : lauréate du Howard University’s Distinguished Alumni Award, décerné par l'université Howard[8],[154],
- 1956 : lauréate du Bethune-Cookman College Award for Education and Human Relations, pour l'ensemble de son œuvre[155],[11],
- 1994 : cérémonie d'admission au musée le  National Women's Hall of Fame[156].

## Archives
Les archives de Zora Neale Hurston sont disponibles et consultables auprès de diverses bibliothèques : 
- La Bibliothèque du Congrès[157],
- La bibliothèque du Schomburg Center for Research in Black Culture, annexe de la New York Public Library[158],
- La Bibliothèque Beinecke de livres rares et manuscrits de l'université Yale[159],
- Les Collections d'études spéciales et régionales des Bibliothèques George A. Smathers (en) de l'université de Floride[160],
- Les archives du Barnard College[161].

## Hommages
- Le 4 décembre 1991, la Zora Neale Hurston House (en) est inscrite au National Historic Landmark des États-Unis[162],[163],[164].
- Le cratère vénusien Hurston a été nommé en son honneur[165].
- La ville de Fort Pierce célèbre Zora Neale Hurston chaque année à travers divers événements tels que Hattitudes ou la Zora Fest, un festival s'étalant sur plusieurs jours à la fin avril. Sa vie et son œuvre sont également mis à l'honneur tous les ans à Eatonville pendant le Zora Neale Hurston Festival of the Arts and Humanities[166],[167].